# 突撃砲
突撃砲（とつげきほう、独: Sturmgeschütz）は、第二次世界大戦時にドイツ国防軍やイタリア軍などによって運用された自走砲（自走歩兵砲）の一種。旋回砲塔をもたず、主砲を車体に据え付けた密閉式固定戦闘室を備え、歩兵や工兵を支援するために用いられた。また対戦車戦闘にも投入されるようになった。
なお、英語の“Assault gun”（アサルトガン）は、字義的に相同するSturmgeschützや近い形態の車両に対する米英軍の関心が乏しかったこともあり、「近接支援むけの自走砲」という括りで、旋回砲塔をもつ軽戦車や歩兵戦車に近い性格のもの、あるいは逆により簡素な戦闘室を持たないオープントップのものや、冷戦以後の装輪戦車の類まで含む雑多な総称とされている。

## 概要
突撃砲は第二次世界大戦で実戦投入され各国で運用された兵器であり、既存戦車の車体を流用した自走砲の一種である。基本的には歩兵支援用であり、敵陣地を直接攻撃するために強力な砲と低姿勢を兼ね備えていた。また当初から対戦車戦闘も考慮しており、備砲と装甲を強化して、駆逐戦車任務をもこなしたものもあった。なお、他国がドイツ軍の突撃砲と遭遇した際に「自走砲」と呼称したり、逆に他国の自走砲が「突撃砲」に分類された事もある。
突撃砲は黎明期の巡洋艦のような所属部隊や役務に応じた籍名ではなく、独自の車両種名である。仮に歩兵部隊の突撃砲が機甲部隊に配属されても、名前が「突撃砲」でなくなるわけではなく、駆逐戦車が歩兵部隊に配属されても、名前が突撃砲になるわけではない。後述のミハエル・ヴィットマンが車長を務めた時のIII号突撃砲も、機甲部隊である装甲軍(Panzergruppe)所属である。
突撃砲を運用する突撃砲兵（Sturmartillerie）は、1935年に戦車とは異なる歩兵支援として提案された概念であり、当時から突撃砲は砲兵に属するものとされた。次男の手になる死後の選集でエーリッヒ・フォン・マンシュタインは次のように評している。
ドイツ軍において当初は開発時のコンセプト通りに運用・配備されていたが、1943年になって事態が変化した。装甲部隊の再建をスピードアップするため、ハインツ・グデーリアン戦車兵総監の要求により4月にPanzer-Sturmgeschütz-Abteilungという新たな種類の大隊が定義され、再建中の3つの装甲連隊が第III大隊として突撃砲45両を受け取ることになったのである。6月には、戦車大隊を持たないことが多かった装甲擲弾兵師団にも戦車大隊に代えて突撃砲大隊が配属できることになった。「駆逐戦車」やブルムベアなどの「突撃戦車」は戦車兵科所属となることを前提とした呼称であるが、いくつかの車両ではこの名称が決まるまでに「Panzer」「Sturmgeschütz」をそれぞれ含む名称が混用されている。
なお、突撃砲はアルケット社により生産されていたが、1943年には工場が連合軍の空襲により大損害を受けて操業停止に追い込まれたため、かねてより計画されていた「 IV号戦車の車台を用いて（III号）突撃砲と同様だがより前面装甲の厚い戦闘室を搭載した車両」の構想を転用する形で、クルップ社により IV号突撃砲（Sturmgeschütz IV）が製造された。IV号突撃砲の生産開始に伴い、それまで単に「突撃砲」と呼ばれていた車輌は III号突撃砲（Sturmgeschütz III）と呼ばれるようになった。

## 駆逐戦車との違い
ドイツ軍や連合軍の装備した装甲戦闘車両として、回転砲塔を持たず、固定式の戦闘室に比較的大口径の長砲身砲を装備する、突撃砲に類似した形態を有する車両がある。これは「駆逐戦車」と呼ばれるものである。1930年代後半の時点では37ミリ（ドイツ）や45ミリ（ソ連）程度が主流だった対戦車砲も、敵戦車の性能向上にともない大型化する傾向にあった（対戦車砲一覧）。そこで、対戦車砲を車輌に搭載し、自走砲化したものが出現した。駆逐戦車とは、当初は「戦車駆逐車」の名称であったことからも判るように、歩兵の支援を第1目的とせず、戦車を撃破することを主任務とした車両である。言うなれば「対戦車装甲自動車」ということである。
一方で、後述のようにIII号突撃砲自体が第二次世界大戦の開戦前に対戦車威力を強化した長砲身砲搭載の計画が立ち上がっていたことからもわかるように、開発当初から突撃砲の任務の一つとして対戦車戦闘が考慮されていた。また、駆逐戦車そのものが実戦において「突撃砲は包囲されない限り通常の戦車より高い対戦車戦闘能力を持つ」と分析されたことから開発されているように、突撃砲と駆逐戦車との差は明確ではない。
突撃砲と駆逐戦車との区別については多分に兵科間の縄張り争いの一面を持ち、実態として両者の相違は曖昧なもので、事実エレファントやヤークトパンターなどの重駆逐戦車は、当初は重突撃砲に分類されていた。これら駆逐戦車の照準器は接眼鏡内の目盛こそ直射を前提とした移動目標に対する狙いが付けやすい物となっているものの、突撃砲と同じく野戦砲に準じた潜望鏡式の物のみで、回転砲塔式の戦車のような、主砲と同軸に装備される直接照準器を持たない。
同様の理由（所属兵科や運用される部隊の主任務に応じて呼称を対応させる）で、砲兵と対戦車砲兵を区分することには突撃砲以外にも例がある。ドイツ国防軍においては、大戦後半になると、砲の半分の数しか牽引車両を持たない部隊が編成され「Artillerie-Pak-Abteilung(bo.) = 砲兵科対戦車砲大隊(半固定)」と呼称されている。アメリカ軍においては機甲部隊や機械化歩兵部隊において、榴弾砲を主砲とし直射火力支援を主任務とした戦車や自走砲を部隊編成表などでは“Assault Gun（アサルトガン）”と呼称していた。日本軍は歩兵大隊に配属された迫撃砲のことを「曲射歩兵砲」と呼んだ。

## 開発と運用

### 前史
第一次世界大戦における塹壕戦では、歩兵が携行できるような兵器で敵の機関銃陣地やトーチカを破壊することは困難で、何よりも攻撃が可能な距離まで容易には近づけない、という問題があった。長距離砲による破壊は弾道精度、測距精度の問題で非効率的であり、大砲自体の前線進出が望まれていた。しかし大砲の前線進出には砲の重量、機動性の問題があった。また大砲を操作する砲兵は無防備で、敵の攻撃に対して脆弱であった。このために、歩兵支援のための機動性を持ち、近接支援を行い、砲兵自身を守る防御力を備えた大砲が求められた。「自走して砲弾孔や鉄条網、塹壕を踏破・突破し、敵の攻撃を跳ね返し、敵陣に肉薄して突破できる“動く大砲”」という要素が結実したものが戦車（Tank）である。
世界初の戦車であるイギリスのMK.Iを始め、最初期の戦車はいずれも回転砲塔を装備しておらず、近距離で目標を直接射撃するための砲を直接車体に搭載しており、その点では突撃砲に類似していた。フランスの開発したサン・シャモンは「突撃戦車/襲撃砲戦車」（"char de rupture"）と呼ばれ、旋回砲塔を持たず車体前面に直接75mm野砲を搭載した形式で、歩兵の陣地突破への直接火力支援を行うというコンセプトはのちの突撃砲と同じである。フランスが1930年代に量産したルノーB1重戦車も、車体前面に75ミリ砲を固定装備、47ミリ砲を装備した小型旋回砲塔を搭載という仕様であった。
第一次世界大戦で登場した戦車は、1936年中盤に勃発したスペイン内戦で大規模に投入され、共和派と反乱軍の両陣営が列強から供与された戦車を運用した。この戦役を通じ、戦車は火力、装甲、機動力のあらゆる点で著しく発達していった。

### 突撃砲の開発
ドイツ帝国陸軍は、西部戦線での最後の攻勢である1918年春季攻勢で、敵戦線を突破し64kmも進出した。この時ドイツ軍は初めて自国開発の戦車であるA7Vも使用したが、突進する歩兵部隊に追随して火力支援にあたったのは、重装甲重武装だが鈍足のA7Vよりも、砲兵部隊により馬や人力で牽引されていた7.7cm FK 96 nAや7.7cm FK 16などの軽野砲であった。

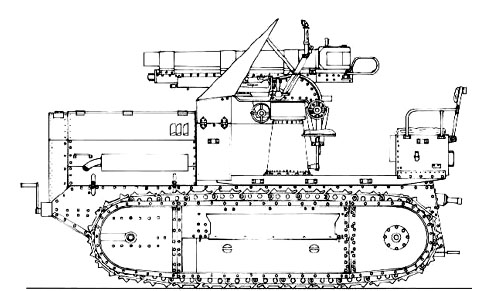
7.7 cm WD シュレッパー 50馬力型(7,7 cm WD Schlepper 50pk)

敗戦後、ヴァイマル共和政ドイツはこうした経験から1927年に突撃砲の原点と呼べる自走砲を創りだす。これは1918年春季攻勢で活躍した27口径7.7cm野砲(7.7cm FK 96 nA)を、ハノマーグ社製の民生用の装軌式トラクター、WD Z 50（WD 50 とも）にオープントップ式に搭載したものである。この車両は“WD シュレッパー”(WD Schlepper)と通称された。
WD シュレッパーはトラクターに単純に砲を搭載しただけのもので、簡単な防盾はあったものの、砲兵を守る装甲板には囲まれておらず、銃砲弾飛び交う前線で扱うのに適しているとは言い難かった。そのため、実用試験の過程で次第に防盾が大型化され、更に側面や天面に装甲が追加され、ついには完全な密閉戦闘室を持つ設計とされるに至った。これがドイツにおいて開発された“突撃砲”の祖である。このような開発経緯から、運用兵科は戦車部隊ではなく砲兵部隊となっている。
1936年ドイツ参謀本部が突撃砲の概念を決定する。戦車とは異なる突撃砲という兵器の概念には、参謀本部作戦課長であったエーリッヒ・フォン・マンシュタイン大佐（当時）が頭の中に描いていた考えを基に固められていた。
- 戦車部隊の戦果は歩兵部隊の戦力強化により拡大され、それには後方に展開する重砲群とは異なる、従来の歩兵随伴砲を発展させた兵器が求められている。
- 歩兵の装備では攻撃に困難を伴う、敵の陣地や戦車など危険で強固な障害物を迅速に排除して、歩兵の攻撃を前進させる。
- 歩兵の求める次元で戦闘するには装甲化されていなければならない。
- 敵砲兵の目標になる前に迅速に退避できる機動力が必要である。

戦車のように移動中に火砲の照準を変えつつ状況に応じて射撃しながら敵戦線を突破するという役割は期待されていなかったため、大口径砲の搭載に制約を受ける回転砲塔の採用は必要なかった。そして同年に出された開発命令によりIII号戦車をベースとした無砲塔構造の車両に短砲身75mm砲（7.5cm StuK37 L/24）を用いた歩兵支援用の自走砲が開発された。
無砲塔構造は、ベースのIII号戦車より大口径砲が搭載可能になった事以外に、車両高が低くなったので敵から発見されにくく、かつ攻撃されても被弾しにくくなった。その技術的細目を直接指導したのは参謀本部技術課にいたヴァルター・モーデル大佐（当時）だった。これが突撃砲（III号突撃砲）として採用された。
なお1930年代後半、ドイツ以外の列強では、このような歩兵支援目的では回転砲塔構造の歩兵戦車を開発していた。
- 日本の九七式中戦車やソビエト連邦のT-26は、薄い装甲により機動力を確保し、当時の戦車としては比較的大口径の搭載砲で火力を重視した。
- イギリスの歩兵戦車（マチルダI、マチルダII）は、防御力を重視したが機動力と火力で見劣りした[19][20]。
- フランスのルノー R35は、機動力、火力、防御力の中庸を取った[21]。

機動力、火力、防御力のいずれかに重点を置くかは各国の用兵思想により違っていたが、砲塔を廃した自走砲形式ではない、という点では共通している。

### 実戦での活躍と役割の変化
第二次世界大戦での実戦で、突撃砲は開発コンセプト通りの活躍を見せた。電撃戦の各場面において、主に歩兵戦闘の支援を行い、敵勢力の重火器制圧に効果を挙げた。一方、初期の突撃砲の指揮車が防御力に劣る装甲ハーフトラックであったため指揮官の損害が多く、後に指揮官も突撃砲に搭乗するように編成が変えられた。
1941年、バルバロッサ作戦（ソ連侵攻作戦）を発動しソ連に侵攻したドイツ軍は、自軍より高性能の敵戦車に遭遇した。T-34中戦車、KV-1重戦車、超重戦車KV-2に直面し、すべての装甲戦闘車両は威力不足となった。ソ連赤軍の膨大な戦力に対し長距離行軍を強いられたことから、ドイツ軍の戦車戦力は急激に消耗していった。
東部戦線では、ドイツ歩兵の最大の脅威は敵のトーチカではなく敵戦車であり、突撃砲に求められるのは、敵戦車を破壊できる対戦車能力となった。もともと突撃砲は、対戦車戦闘も想定しており、徹甲弾を発射することができたが、これに加えてベトントーチカ用に配備されていた成形炸薬弾を用いて対戦車戦闘に従事した。のちにドイツ軍の戦車エースとなったミヒャエル・ヴィットマンも独ソ戦初期にIII号突撃砲A型単独で16輌（諸説あり）のソ連赤軍軽戦車T-26を迎撃、うち6-7台を撃破したというエピソードを持つ。
ドイツ軍は、突撃砲の歩兵支援向きの短砲身砲を対戦車戦闘にも有利な長砲身に変更する計画を大戦前から進めており、1940年にはクルップ社にて試作砲が完成して試験が始まっていた。しかし開発中だった新型7.5cm砲ではT-34に対して威力不足と考えられたため、ラインメタル社が新たに提示したより強力な長砲身砲（7.5cm StuK40 L/43及びL/48）を開発搭載することになった。ここに至って突撃砲の任務は、対戦車戦闘の比率が大きくなったといえる。また歩兵支援任務向けの突撃砲として、対トーチカ攻撃用としてより口径の大きな榴弾砲を装備した、10.5cm Sturmhaubitze 42（42式突撃榴弾砲または突撃榴弾砲42型）が並行して量産され、通常の突撃砲と同じ大隊に配備された。この時点で、突撃砲は「歩兵を直接支援するために重装甲にした自走砲」から「回転砲塔を持たず、その重量を装甲防御と火力に振り向けた戦車」へと性格を変えた。
戦車不足に悩むドイツ軍にとって、突撃砲はなくてはならない戦力となった。前述の通り突撃砲は同じ重量の戦車より装甲と火力に勝り、その上、高い工作精度が要求されるボールベアリングの必要な回転砲塔を持たないため、生産工程は戦車よりも少なく済み、大量生産が可能であった。ただし、回転砲塔とそれに付随した機関銃を持たなかったため、敵味方が入り乱れるような状況や、全周対応性の求められる任務には適しておらず、バズーカなどの携行対戦車兵器を装備した歩兵に背後や側面に回られると戦車よりも脆い点が弱点であった。それであっても、ドイツの突撃砲は終戦まで連合国軍相手に歩兵支援や対戦車戦闘で活躍し、ドイツ軍の対戦車戦力の根幹であった。ドイツ軍歩兵をして「戦車5台より突撃砲1台を」と言わしめることとなったのである。
しかし、砲兵科と機甲科のセクト争いにより、似たような性格の戦闘車両である突撃砲と駆逐戦車を両方生産してしまったという側面もある。駆逐戦車的な性格を強めた突撃砲は、大戦中期以降は戦車部隊にも配備され、これは本来の突撃砲運営部隊との間に少なからぬ摩擦をもたらした。配備される突撃砲の取り合いになっただけでなく、砲兵科からは「砲兵が騎士十字章を得る手段が無くなってしまう」（突撃砲兵以外の砲兵は間接砲撃による支援任務主体であり、また直接交戦の機会が多い対戦車砲は歩兵師団の戦車猟兵の装備であるため）などと反発の声が上がった。
なお、武装親衛隊の突撃砲は従来から戦車隊に配備されていたため、国防軍のような問題や軋轢は発生していない。

## ドイツ以外の突撃砲

### ソ連

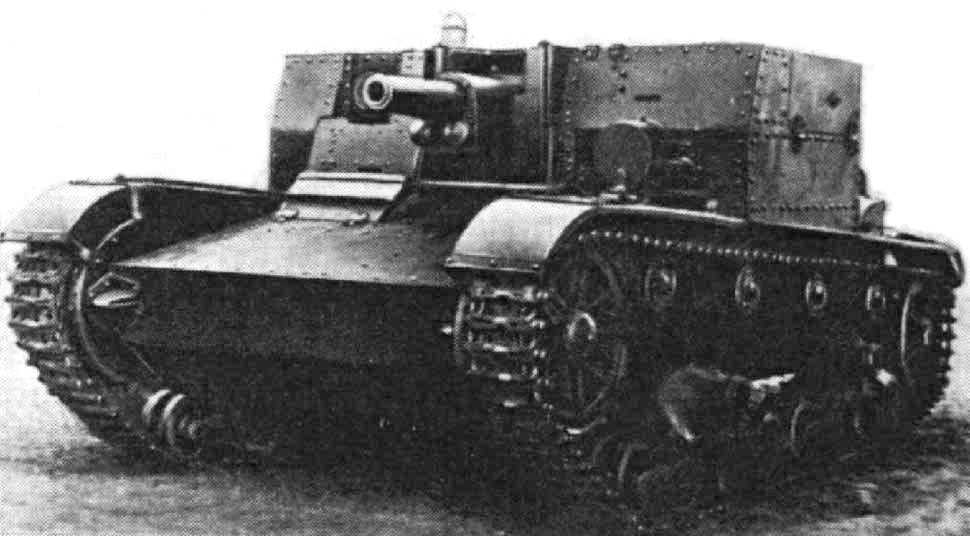
AT-1の試作車両

ドイツの突撃砲に類似した兵器はソ連でも開発・運用された。ただしソ連軍にはドイツの駆逐戦車や突撃砲に相当する分類はなく、"旋回する砲塔を持たない戦闘車輌"は、主任務が対戦車戦闘であれ、歩兵近接支援であれ単に"SU"（Samokhodnaya Ustanovka：自走砲の意）として自走砲部隊に配属された。他国の突撃砲や駆逐戦車も自走砲として扱ってしまう場合があり、たとえば1943年のクルスクの戦いで遭遇した重駆逐戦車大隊のフェルディナンド（後日、エレファント重駆逐戦車と改名）を「フェルジナンド型自走砲」と呼称している。
ソ連は1930年代前半には既に突撃砲に類する兵器を研究しており、T-26軽戦車をベースとするSU-1（1931年）やAT-1（1935年）を試作した。しかしこの系統の自走砲は試作の域を出ることはなく、代わりに大型の旋回砲塔に大口径砲を搭載したBT-7AやKV-2などの火力支援用戦車が配備された。
1941年の独ソ戦開戦以降は、ドイツ軍の突撃砲の影響を受けて突撃砲に類似した自走砲が再びソ連で開発されるようになった。T-34中戦車をベースとしたSU-122、SU-85／SU-100自走砲や、KV-1重戦車をベースとしたSU-152自走砲、IS-2重戦車をベースとしたISU-152／ISU-122自走砲などが実用化された。1943年には、スターリングラード攻防戦などで鹵獲したドイツ軍のIII号戦車を有効に活用するため、76mm砲を搭載したSU-76i (自走砲) が実用化されている。
日本陸軍はT-70軽戦車を改造したSU-76を含め、これらの機甲車輌を「突撃砲」や、「自走突撃砲」と呼称した。このようにドイツ軍の兵器との類似性から「突撃砲」や「駆逐戦車」と呼ばれることもあるが、前述のようにいずれもソ連軍の公式な分類では自走砲だった。

### イタリア

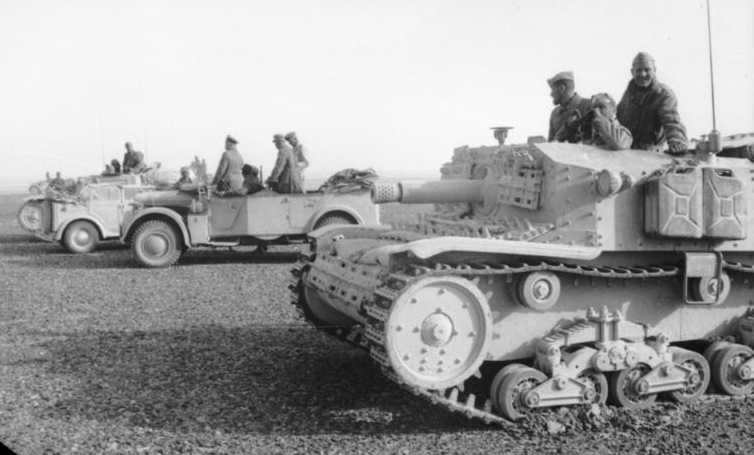
北アフリカにおけるイタリア軍機甲部隊所属のda_75/18(M40/M41)
奥の軍用4輪車には視察に訪れたエルヴィン・ロンメルが乗っている

イタリアではドイツ軍のIII号突撃砲にならって固定式戦闘室に限定的な射界を持つ歩兵支援用装甲戦闘車両を計画し、戦車と共通の車体を持つ自走砲を開発・生産した。これらのうち、フィアット L6/40の車体にDa 47/32 M35 47mm歩兵砲を搭載したセモヴェンテ da 47/32、M13/40中戦車の車体にDa 75/18 75mm榴弾砲を搭載したセモヴェンテ da 75/18(M40/M41)が実戦で用いられたものとして著名である。これらの突撃砲戦車は、III号突撃砲が参考にされたこともあり、歩兵への火力支援と対戦車戦闘時の直接射撃というドイツのものと同様の任務に投入され。ドイツの突撃砲と異なる点は、純粋な突撃砲（前線支援車両）としてだけでなく、師団砲兵としても作戦に従事した点である。
1942年初頭以来、これらの車輛は北アフリカ戦線からシチリア島に連合国が侵攻するまで広く投入された。回転砲塔式戦車の支援戦力として、陣地攻撃用の突撃砲と、対戦車戦闘用の駆逐戦車の役割を果たし、自走砲として間接支援射撃を実施した。イタリア軍突撃砲の主力であったda75/18の75mm砲は榴弾と徹甲弾および対戦車榴弾を使用でき、これはM4シャーマンを始めとする連合国側の戦車を破壊するには十分だった。実際、1942～43年の間になされたイタリア軍機甲部隊の成功の多くは、これらの車輛の活躍の賜物である。

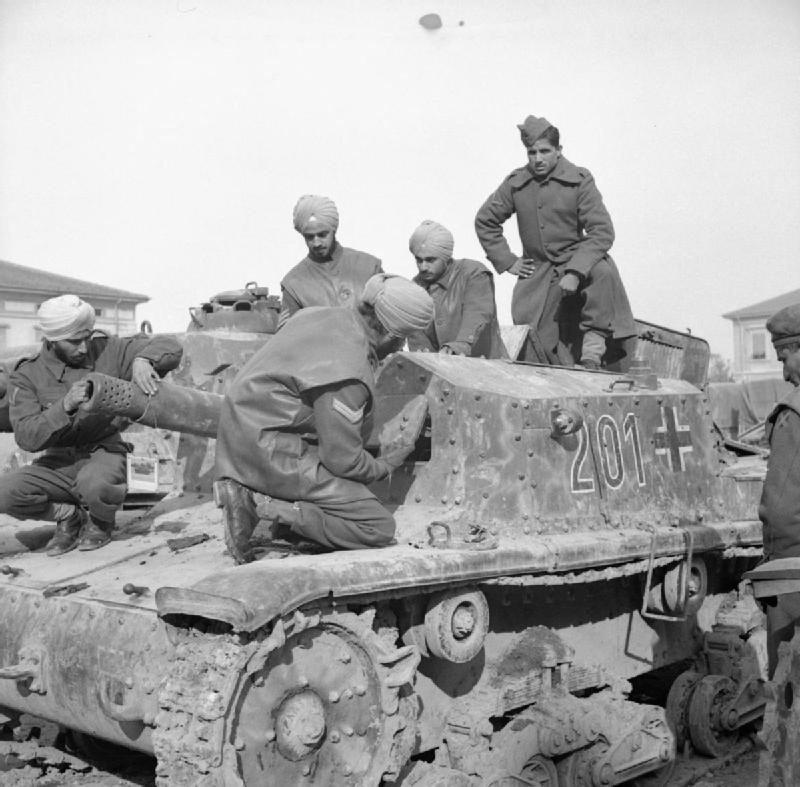
ドイツ軍によって使用され、ドイツのマーキングが記入されたda_75/18(M40/M41)
1945年1月、連合国によって捕獲されたものが展示された際の撮影で、車両に乗っているのはイギリス領インド軍の将兵達である。

ドイツと同様、より長砲身で高威力の砲の必要性から、セモヴェンテ da 75/34、セモヴェンテ da 75/46およびセモヴェンテ da 105/25といった長砲身型の開発が行われ、これらは1943年よりのイタリア本土の戦闘でより対戦車任務を重視した運用が行われた。これらの長砲身型のうち、da 75/34とda 105/25はイタリア降伏後にドイツ軍に接収、またドイツ軍の指令下で追加生産されてドイツ軍突撃砲として使用されており、da 105/25には StuG M43 mit 105/25 853 (i)の形式番号が与えられている。これらの他にも、イタリア軍の突撃砲はドイツ軍によっても使用された。

突撃砲はイタリア軍砲兵において使用されたものとしては非常に革新的な装備であり、これは突撃砲が師団単位で使用される最初の自走砲であったことによる。しかし、この他のイタリア陸軍の砲兵部隊は深刻に機動力が欠如しており、1942年からようやく実戦投入された少数の突撃砲では、全体的な状況を変えることはできなかった。また、上述のようにイタリア軍において突撃砲は間接射撃を行う自走砲としても使用されたが、発射速度が遅く、弾薬搭載量も充分ではないため、そのような任務に使用するには限界があった。
なお、イタリアでは自走砲全般をSemovente（セモヴェンテ）と呼称していたが、自走砲として開発されて実戦投入されたものの大半は突撃砲の形式の車両であったため、“セモヴェンテ”は一般的には突撃砲の愛称として定着している。

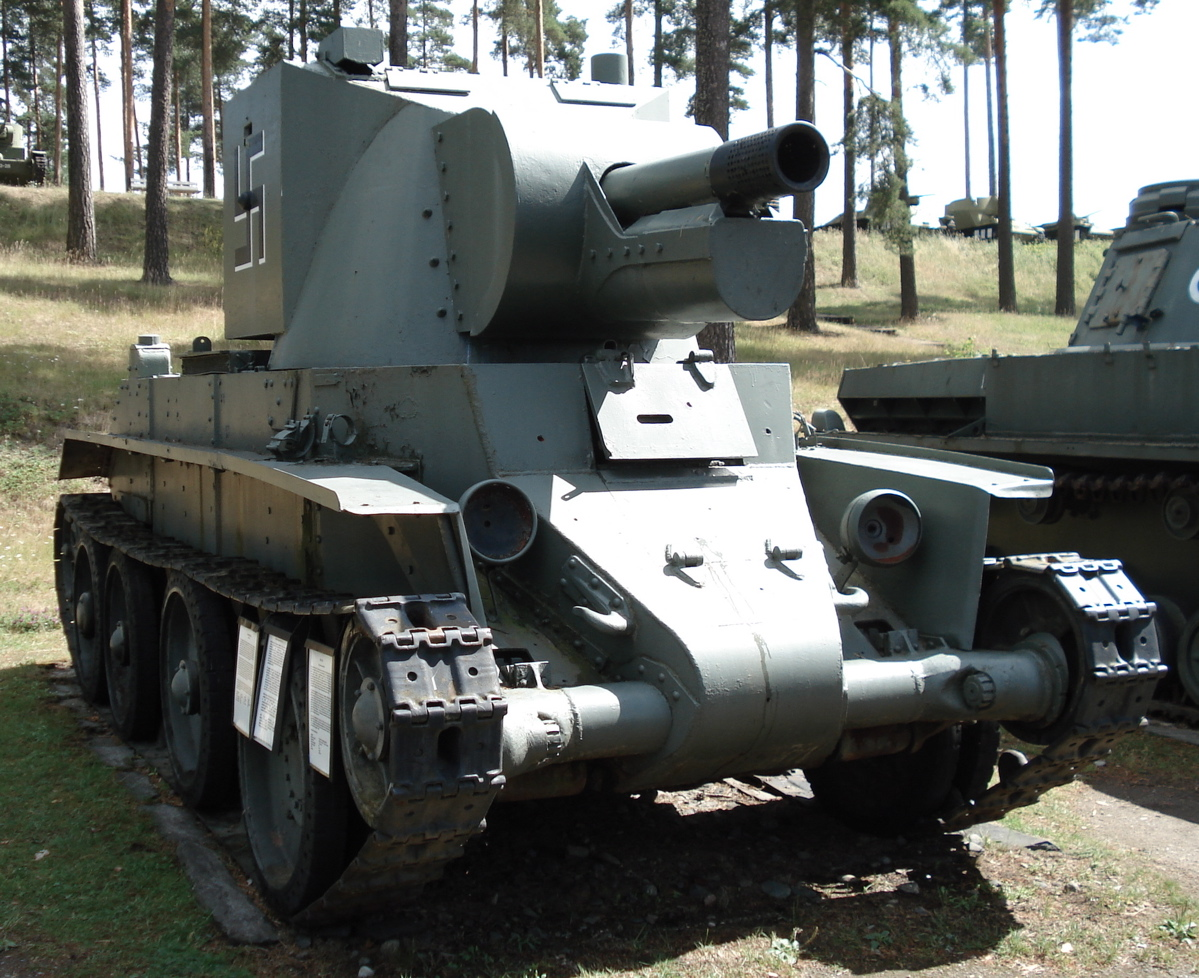
フィンランド軍のBT-42

### フィンランド
フィンランドでは、1942年から1943年にかけて、敵軍であるソ連から鹵獲したBT-7快速戦車を改造してイギリス製のQF 4.5インチ榴弾砲を搭載した車両を18輌製造し、「BT-42 (クリスティ突撃砲)」として突撃砲部隊で運用した。BT-42は、ドイツの突撃砲とは異なり戦車に類似した密閉式の旋回砲塔を有するが、当時のフィンランド軍の分類では突撃砲とされた。この車両の開発は旧式化した兵器の廃品利用的色合いが濃く、性能的に満足のいくものではなかった。
またフィンランドは、1943年9月にドイツからIII号突撃砲の供給を受けており、車載機銃を鹵獲したソ連製に変更するなどの仕様変更を加えて使用した。この他、「継続戦争」（第2次ソ芬（ソ連・フィンランド）戦争）のうち、1944年6月25日に赤軍からISU-152を2両鹵獲し、自国車両として使用している。このうち、1両は鹵獲から3日後に赤軍のT-34-85に撃破されてごく短期間の運用に終わったが、もう1両は鹵獲時に損傷していたために戦線後方に下げられ、砲と砲架、防盾を取り外してJSU-152V(車両番号 Ps.745-1)の名称で重装甲回収車として使用された。JSU-152Vは戦後も使用され、1964年に退役した後に主砲を取り付け直してJSU-152として復元され、博物館の展示用車両として現存している。

### 日本
日本でもドイツの突撃砲や駆逐戦車から影響を受けた、「直協戦車」または「新中戦車（乙）」と呼ばれる低姿勢固定砲塔の兵器が1942年-1943年頃にかけて計画されていたが。、1943年6月30日に行われた審議会にて、新中戦車(乙)が旋回砲塔を有する新型戦車の計画に変更されたことに伴い、直協戦車の計画が白紙化したため、日本における突撃砲の計画は実現しなかった
日本陸軍戦車部隊の上層部では、旋回砲塔を持たない兵器は攻勢時において、敵戦車や火砲との遭遇戦時に柔軟な対応ができないため、実用性に問題があると考えられており、旋回砲塔を持たない試製五式砲戦車を開発する際には、対戦車戦闘を考慮して水平射界を広くとれるようにすることが要求されている。
その一方で、同じ日本陸軍である砲兵部隊では（実現こそしなかったが、）自走式野砲として開発中だった一式七糎半自走砲を突撃砲として使用する構想が存在した。

## 第二次世界大戦における各国の突撃砲
ドイツ国
- III号突撃砲
- IV号突撃砲
- 10.5cm突撃榴弾砲42
- 33B突撃歩兵砲
- IV号突撃戦車“ブルムベア”
- 38cm突撃（戦車）臼砲ティーガー（シュトルムティーガー）

 ソビエト連邦

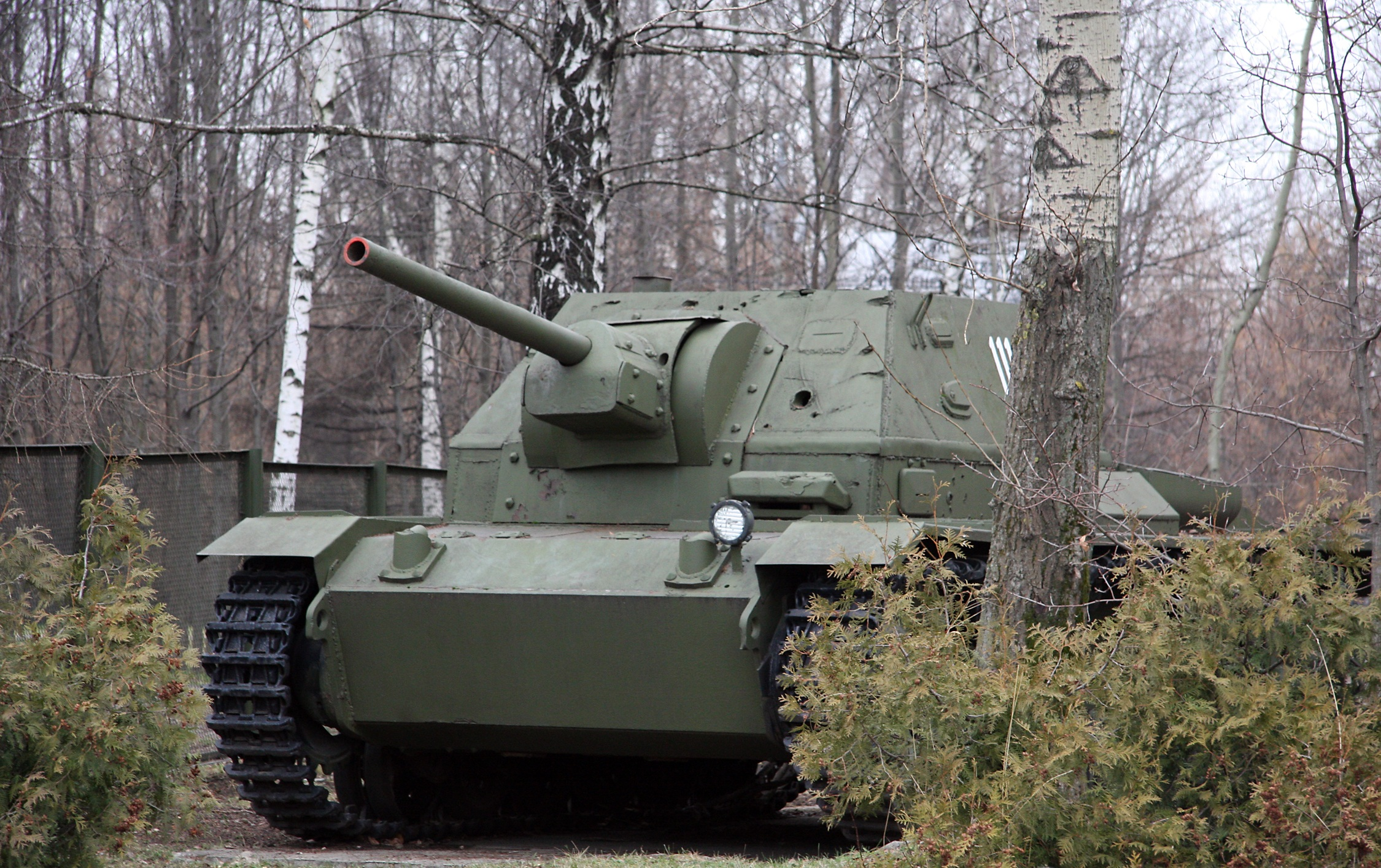
SU-76i
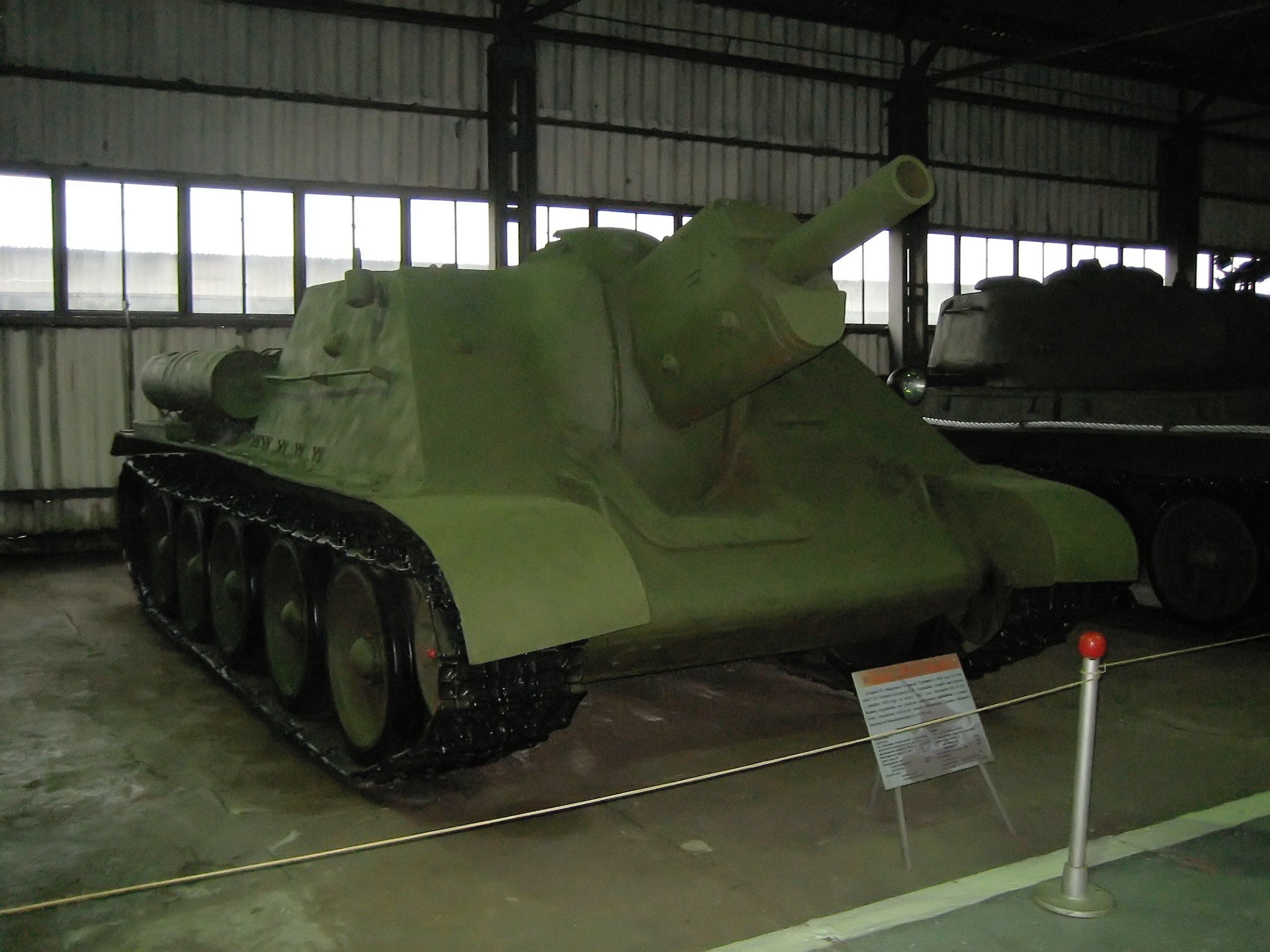
SU-85
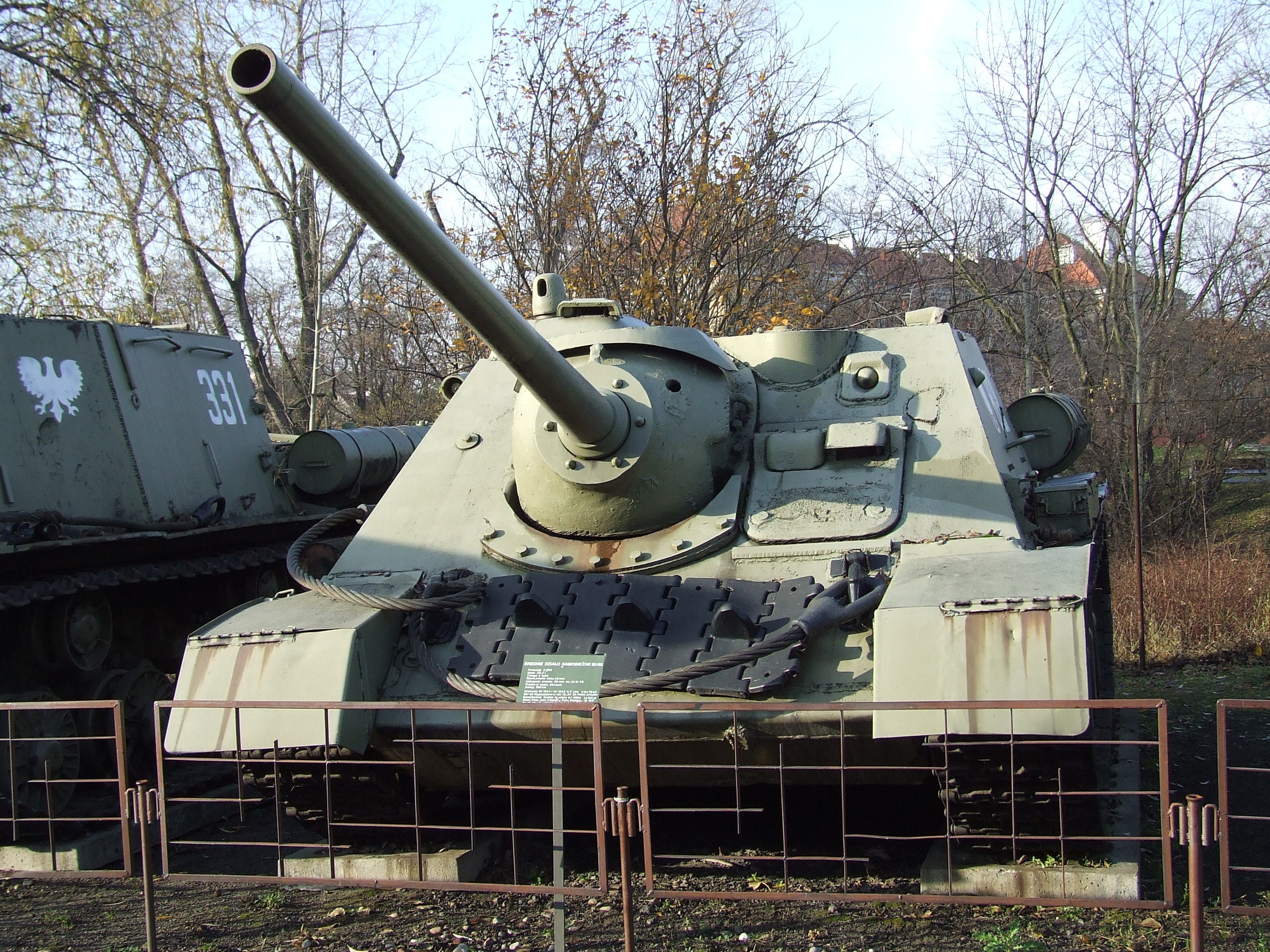
SU-122
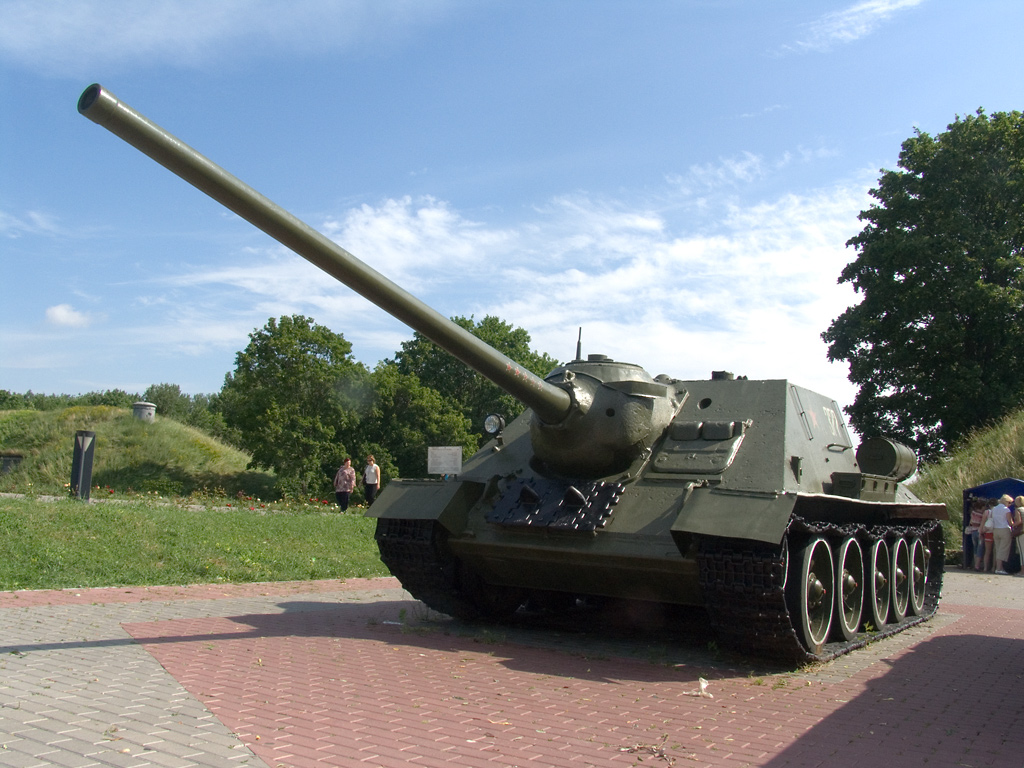
SU-152
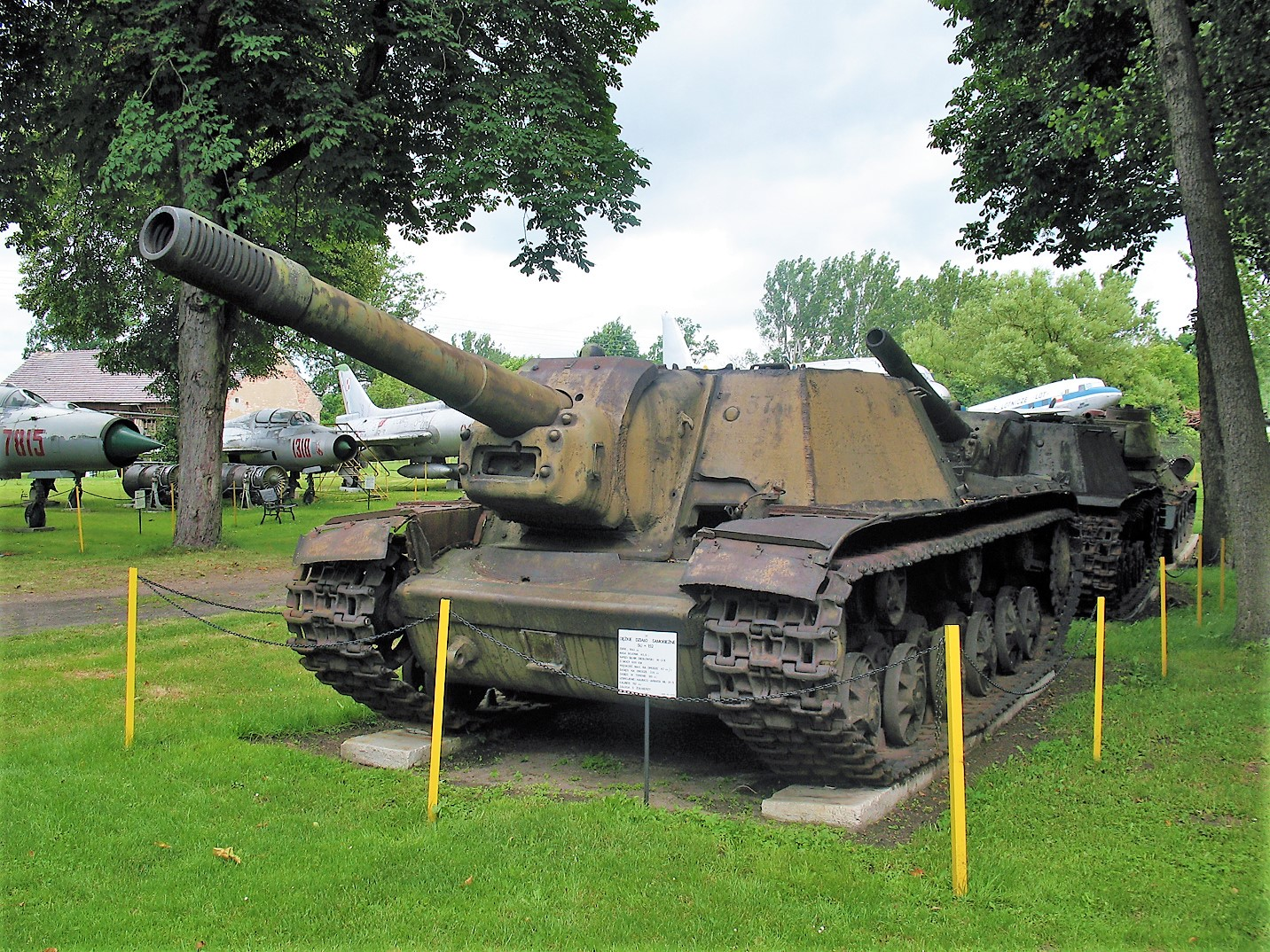
ISU-122
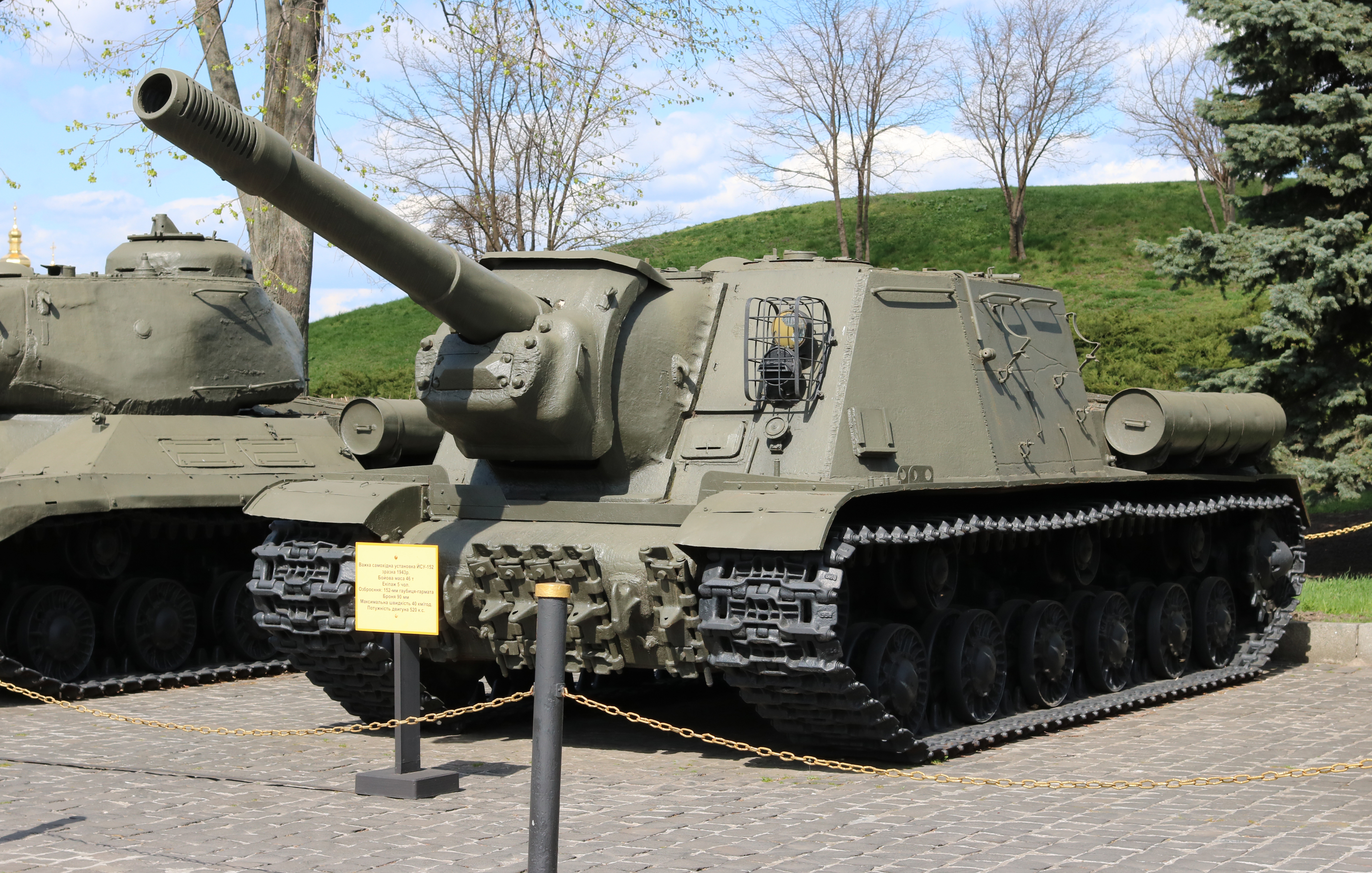
ISU-152
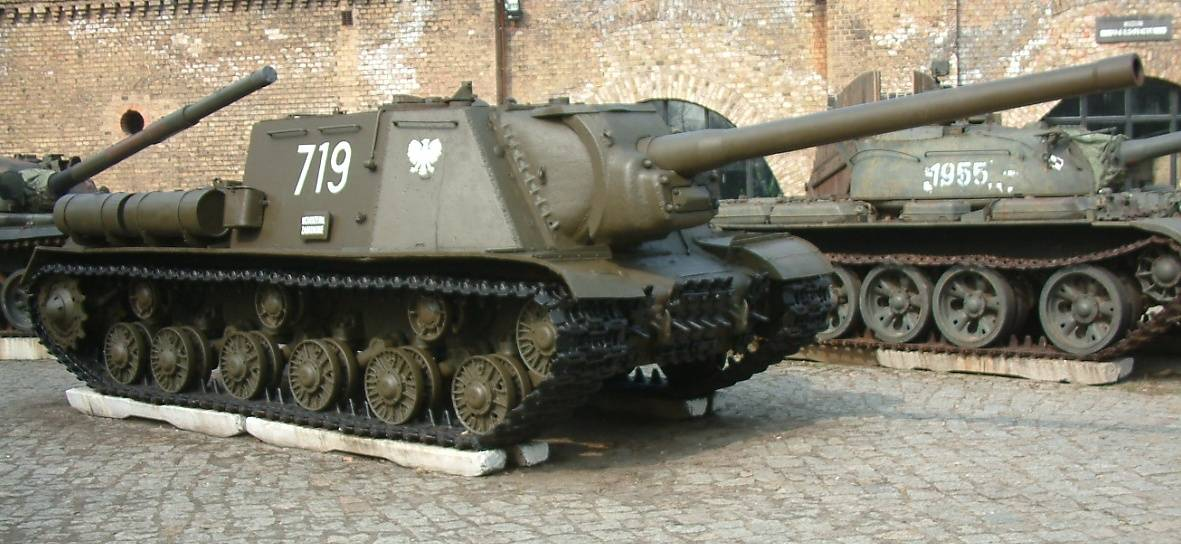
ISU-122

 イタリア王国
- セモヴェンテ da 47/32
- セモヴェンテ da 75/18(M40/M41)
- セモヴェンテ da 75/34
- セモヴェンテ da 75/46
- セモヴェンテ da 105/25

 フィンランド
- BT-42

 ハンガリー王国
- 40/43M ズリーニィII (ズリーニィ105)
- 44M ズリーニィI (ズリーニィ75)

 スウェーデン

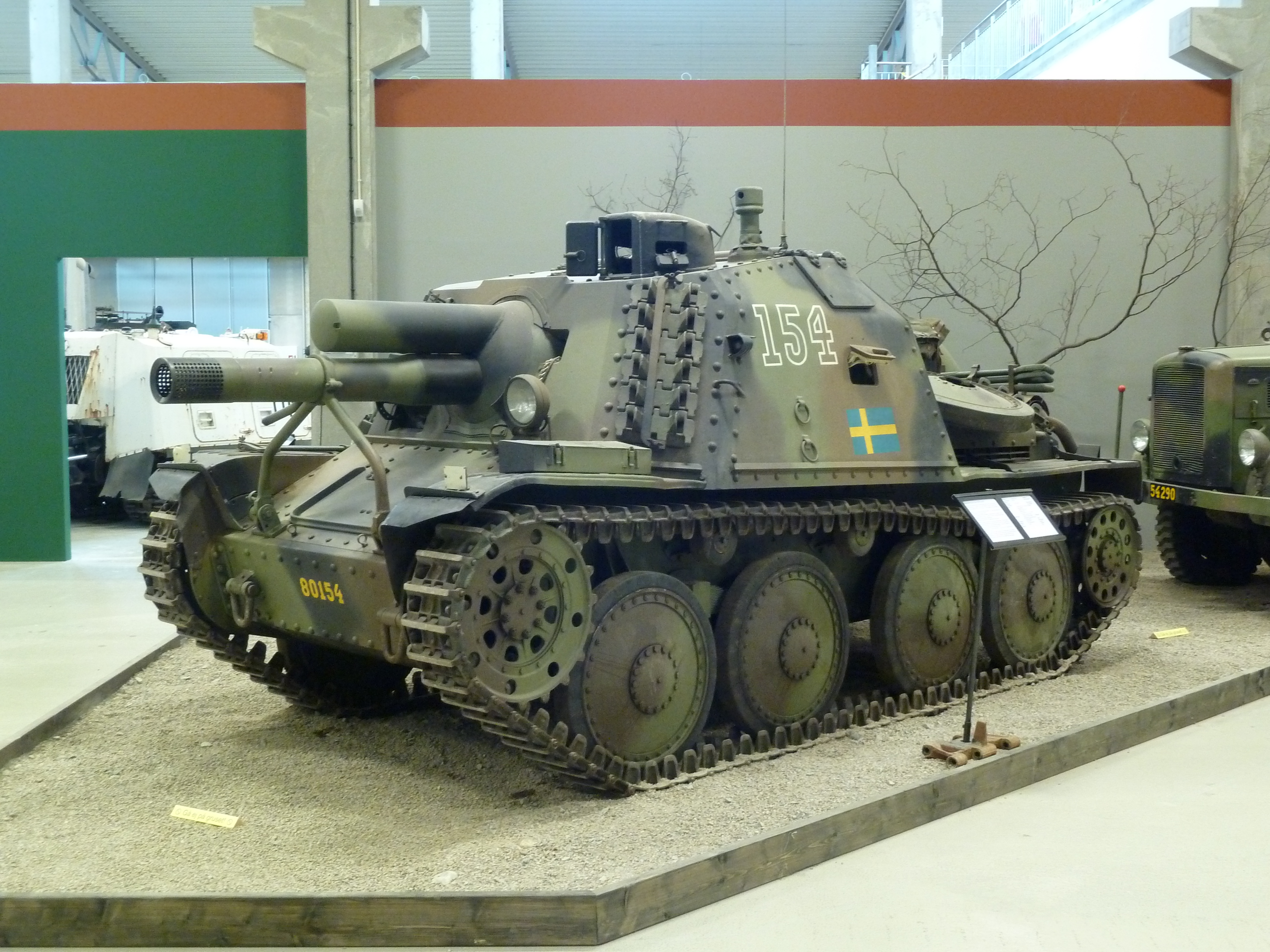
Sav m/43

ドイツ

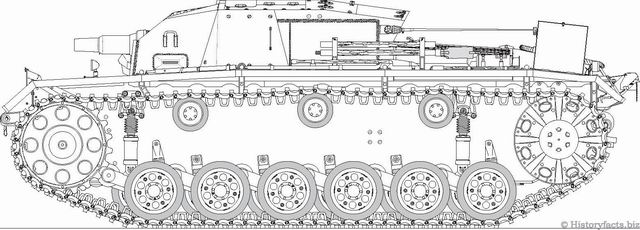
III号突撃砲A型
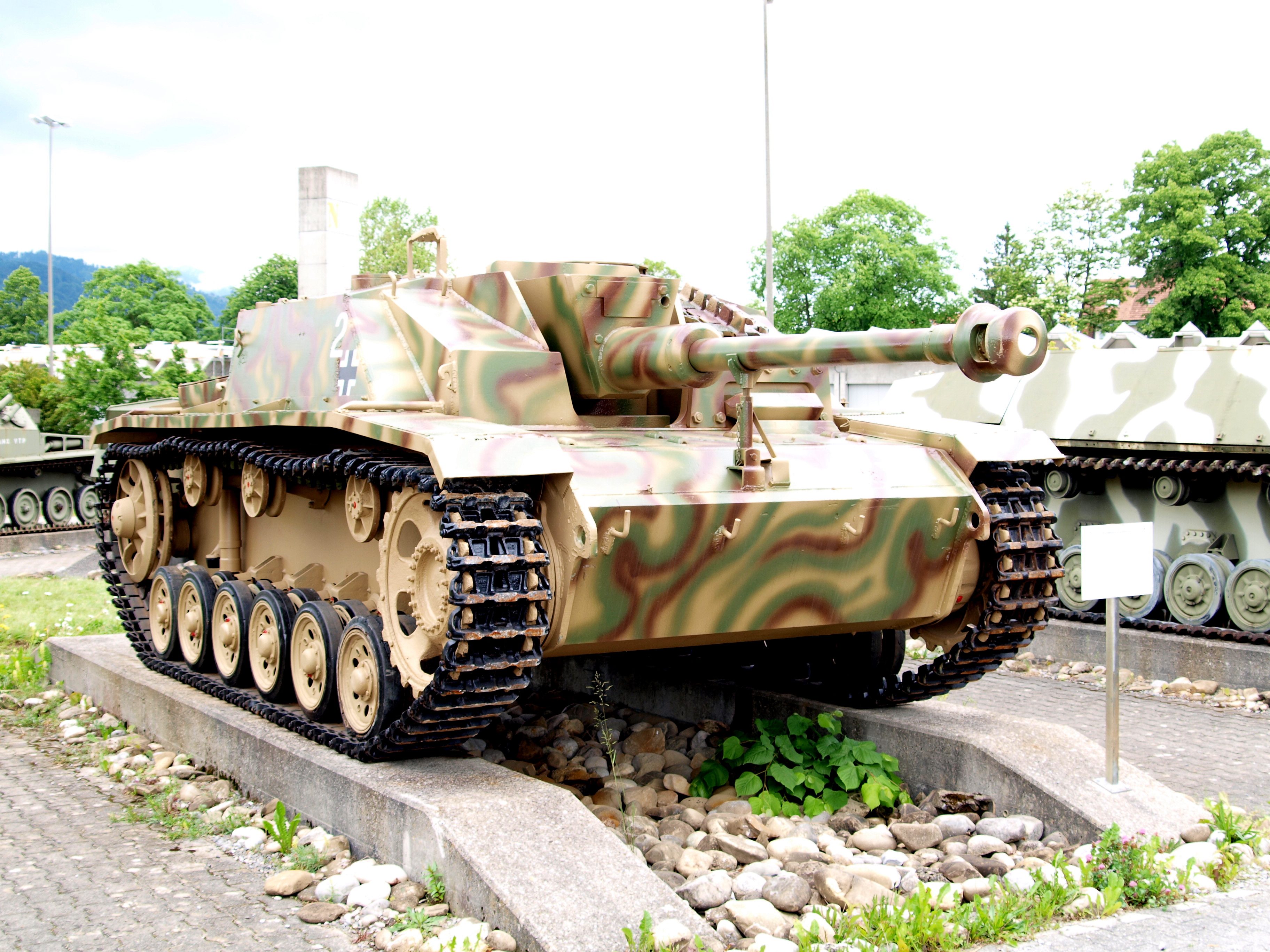
III号突撃砲G型
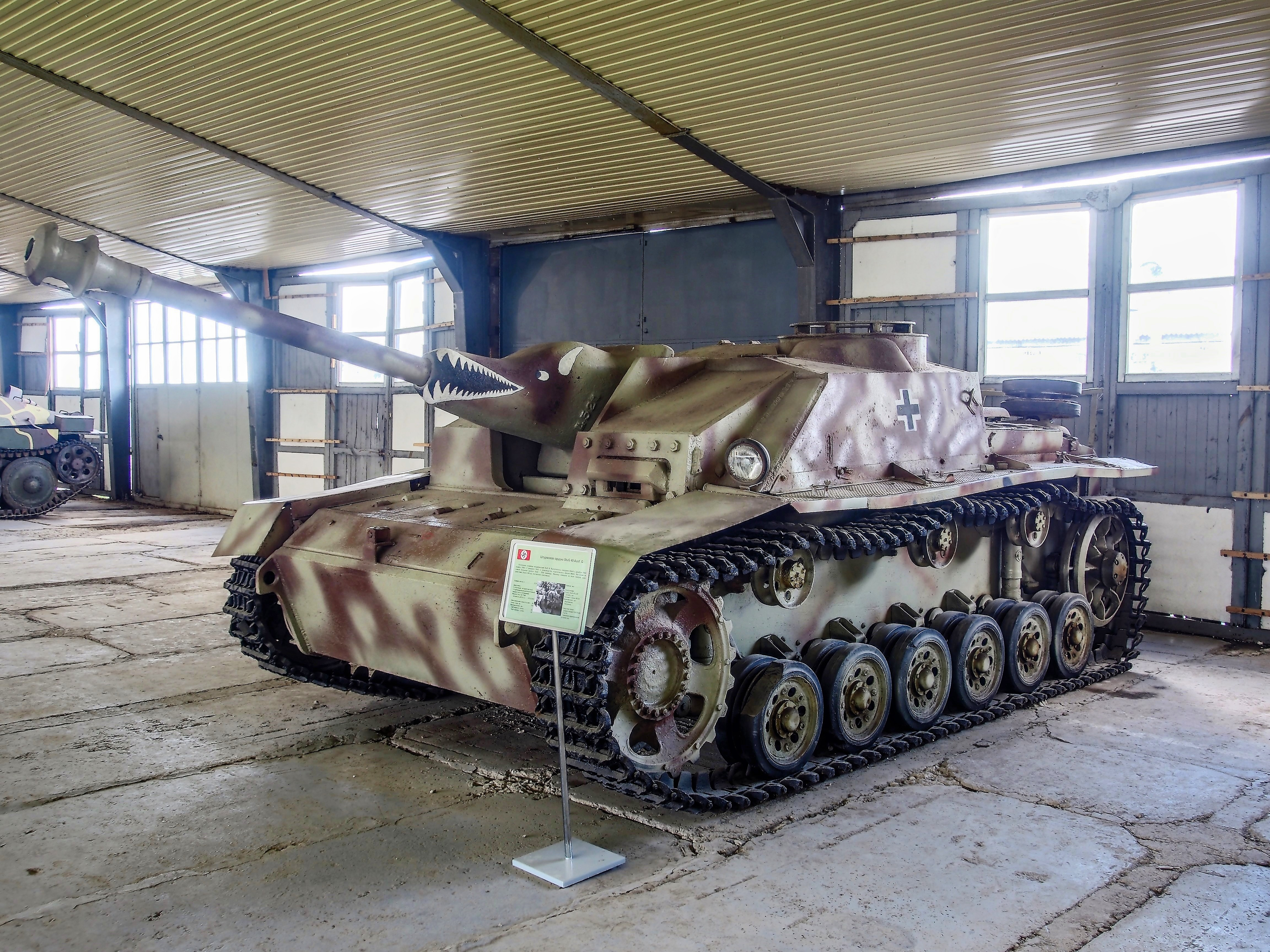
III号突撃砲G型 “ザウコップ”(Saukopf：「猪の頭」「豚鼻」の意)と呼ばれるタイプの防盾に変更された後期の生産型
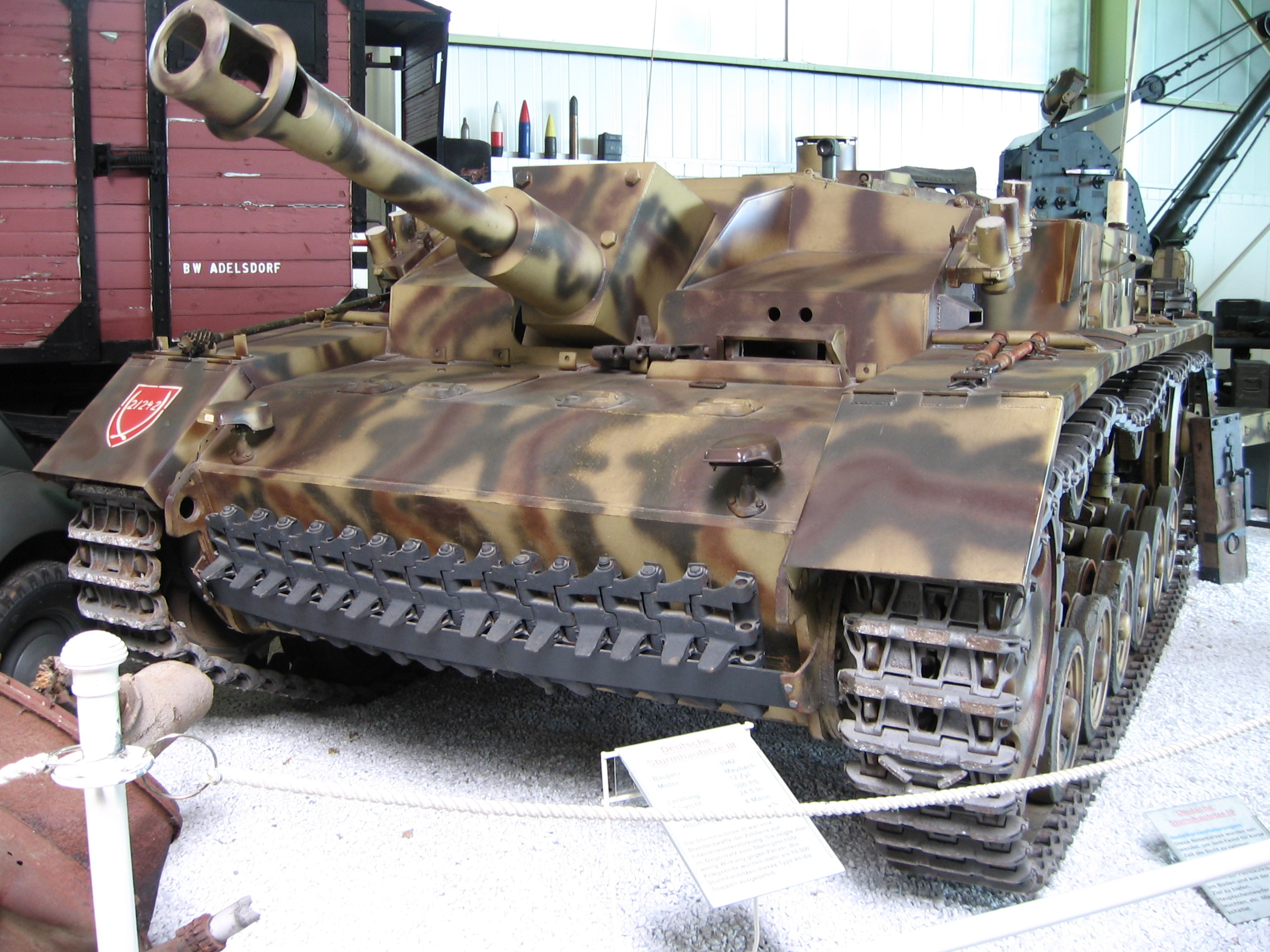
10.5cm Sturmhaubitze 42
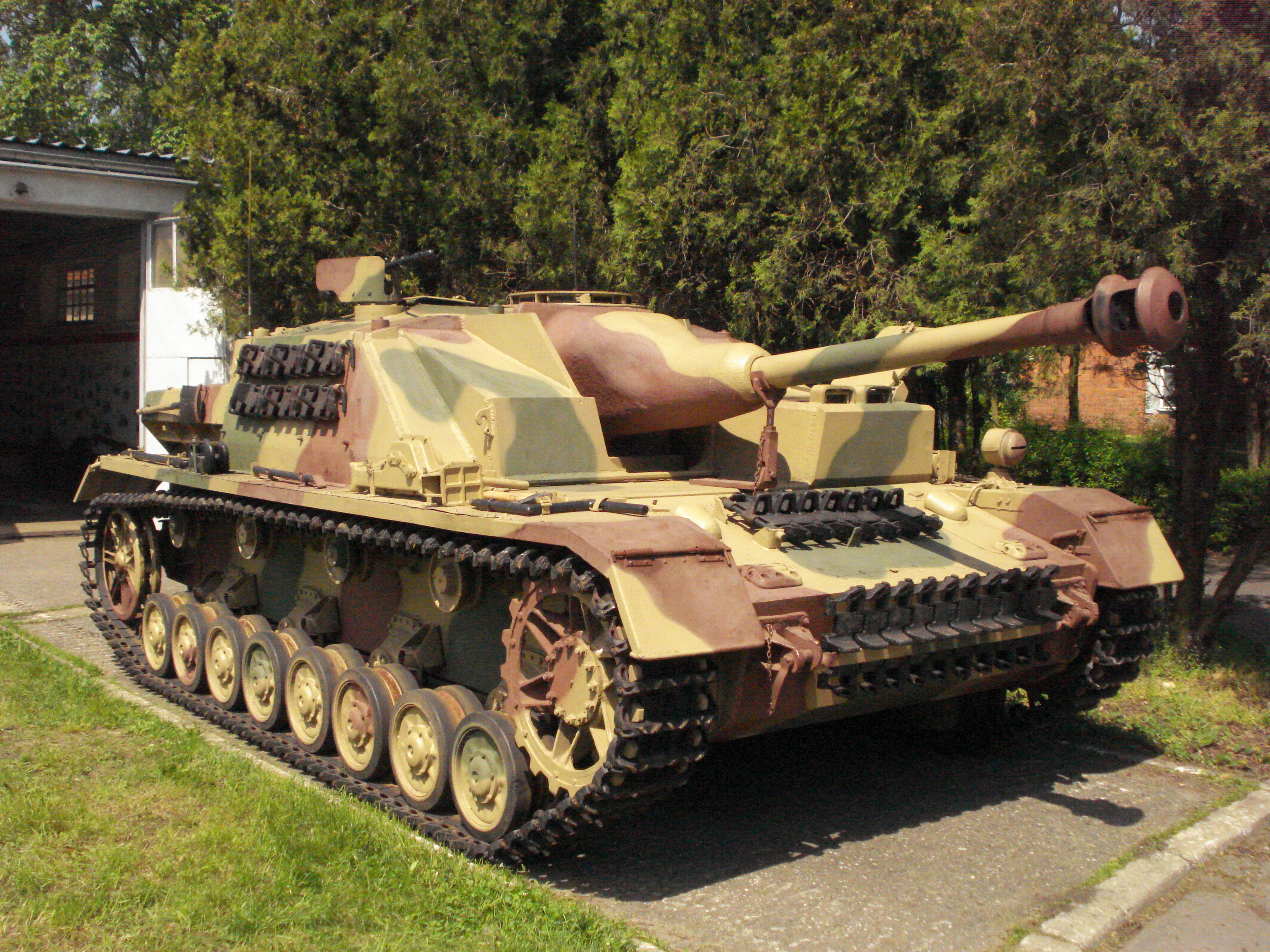
IV号突撃砲
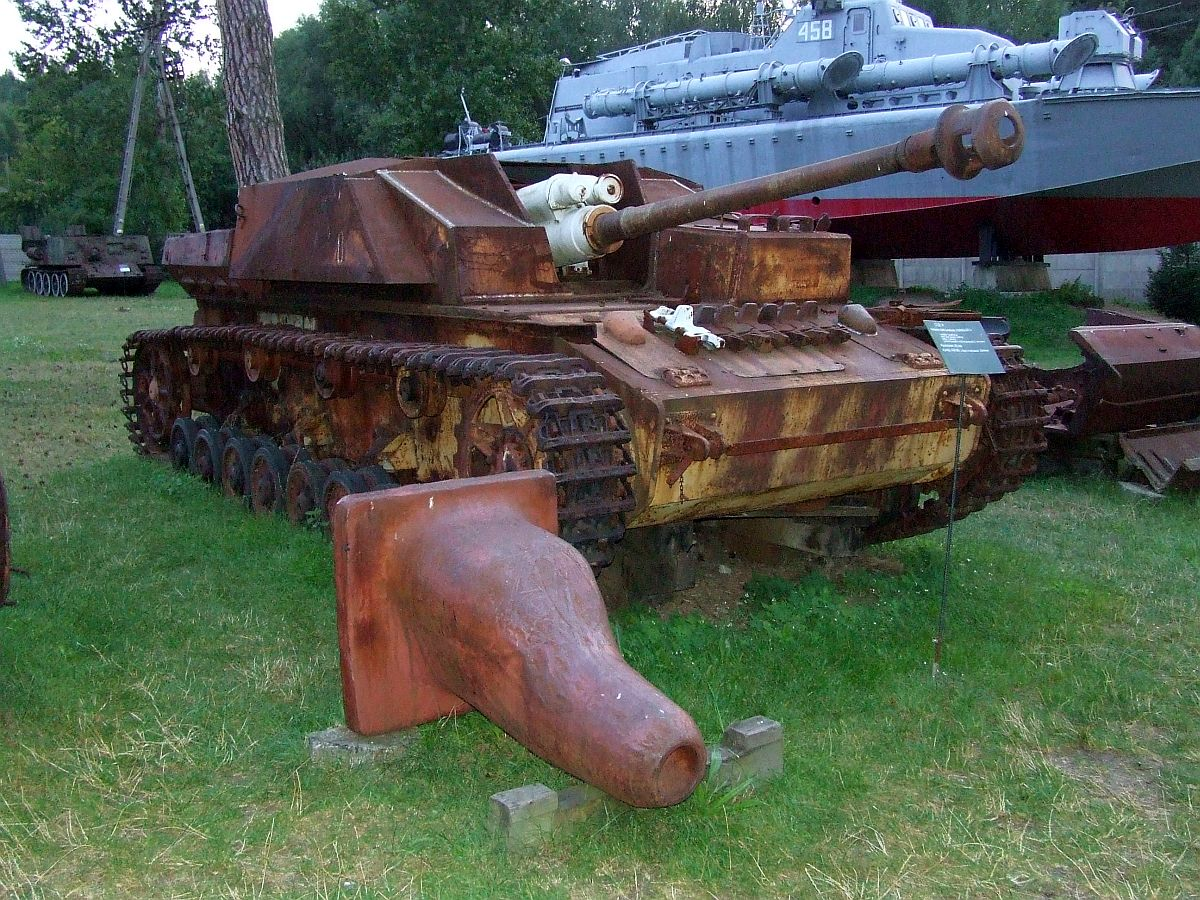
ポーランドの博物館に展示されているIV号突撃砲 ザウコップ型防盾（手前側の地面に置かれている部品）が取り外され、砲身基部や駐退復座機が露出している。
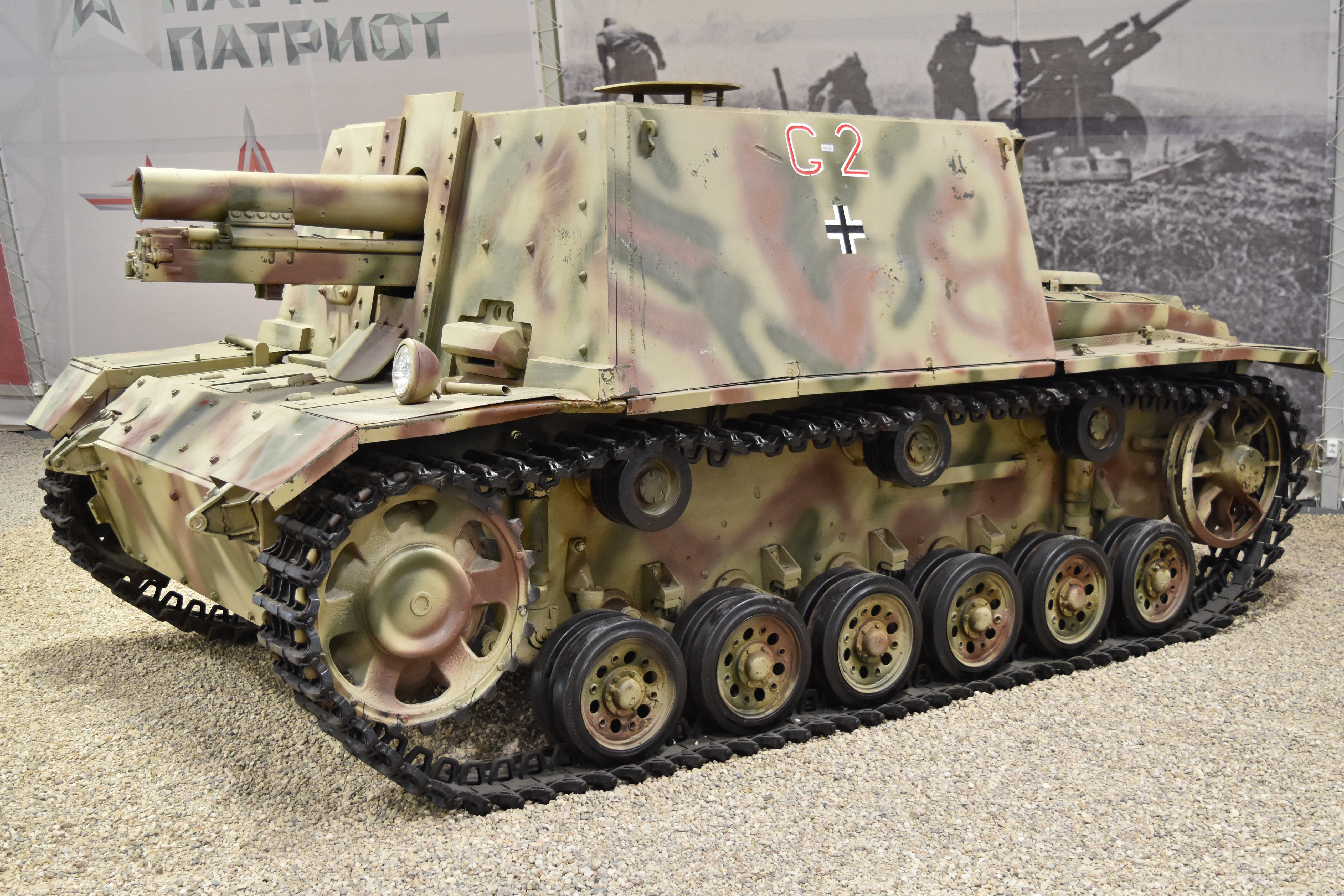
33B突撃歩兵砲
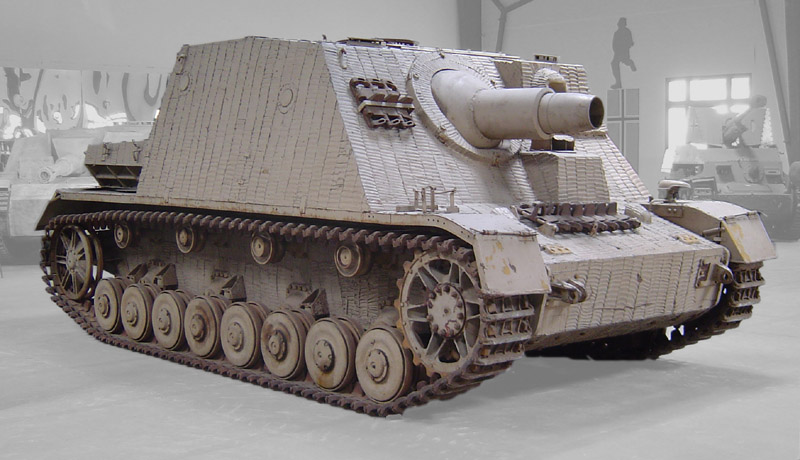
IV号突撃戦車“ブルムベア”（後期型）
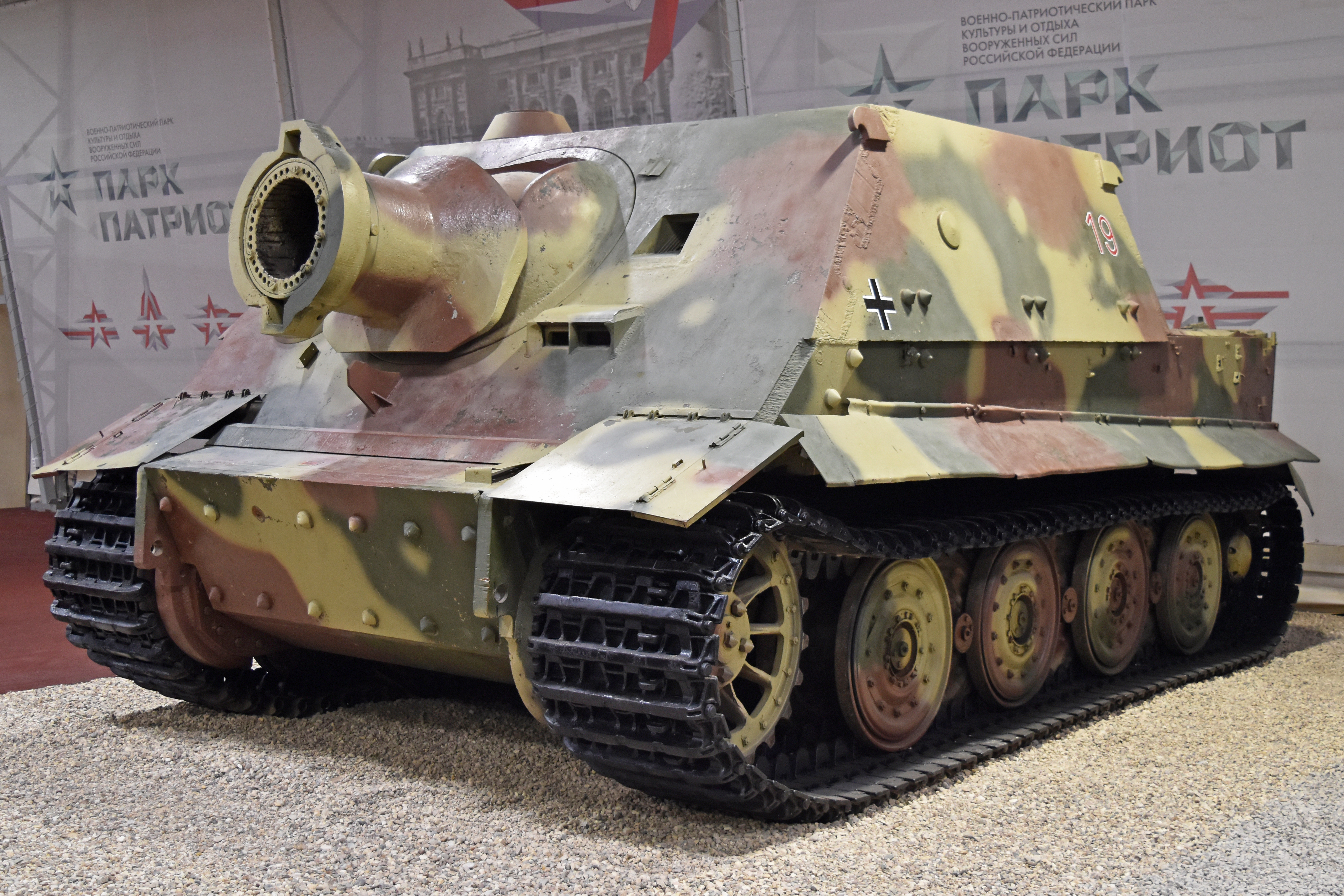
38cm突撃（戦車）臼砲ティーガー

ソビエト連邦
- SU-76i
- SU-122
- SU-85
- SU-100
- SU-152
- ISU-152
- ISU-122

イタリア

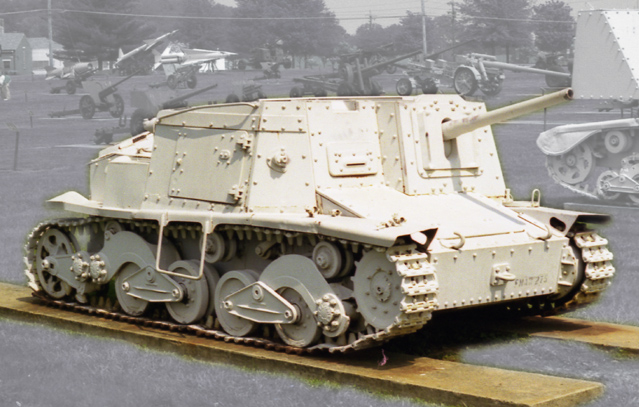
da 47/32
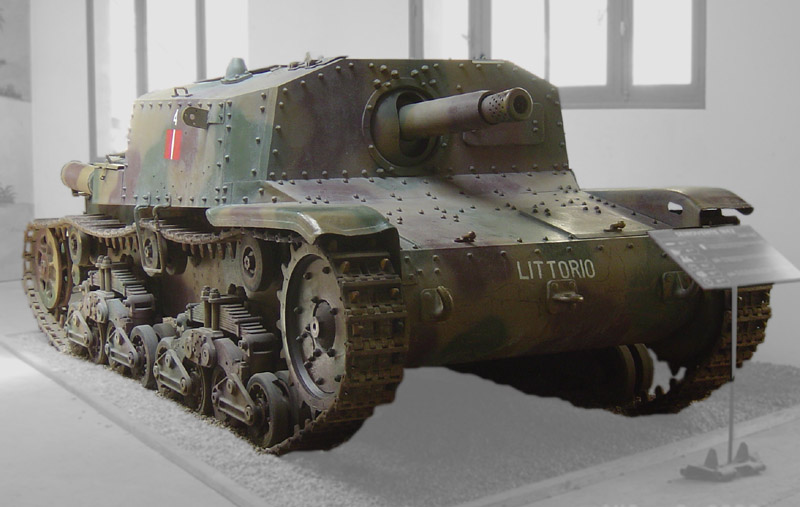
da 75/18(M40/M41)
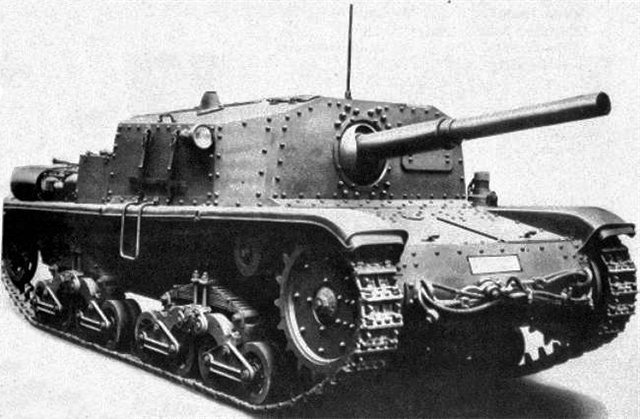
da 75/37
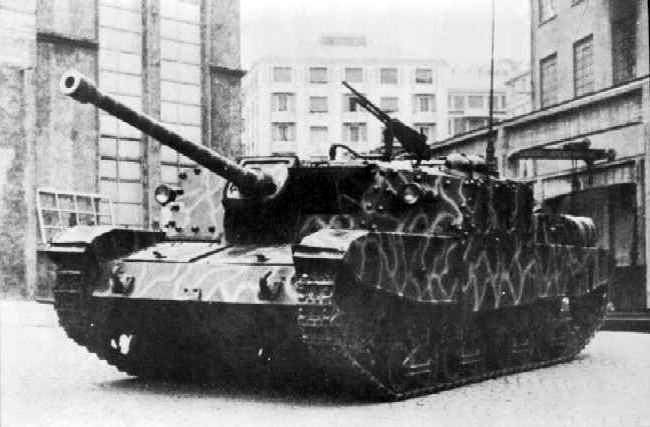
da 75/46
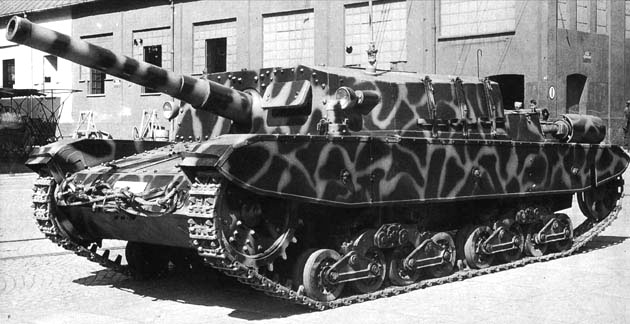
da 105/25

フィンランド

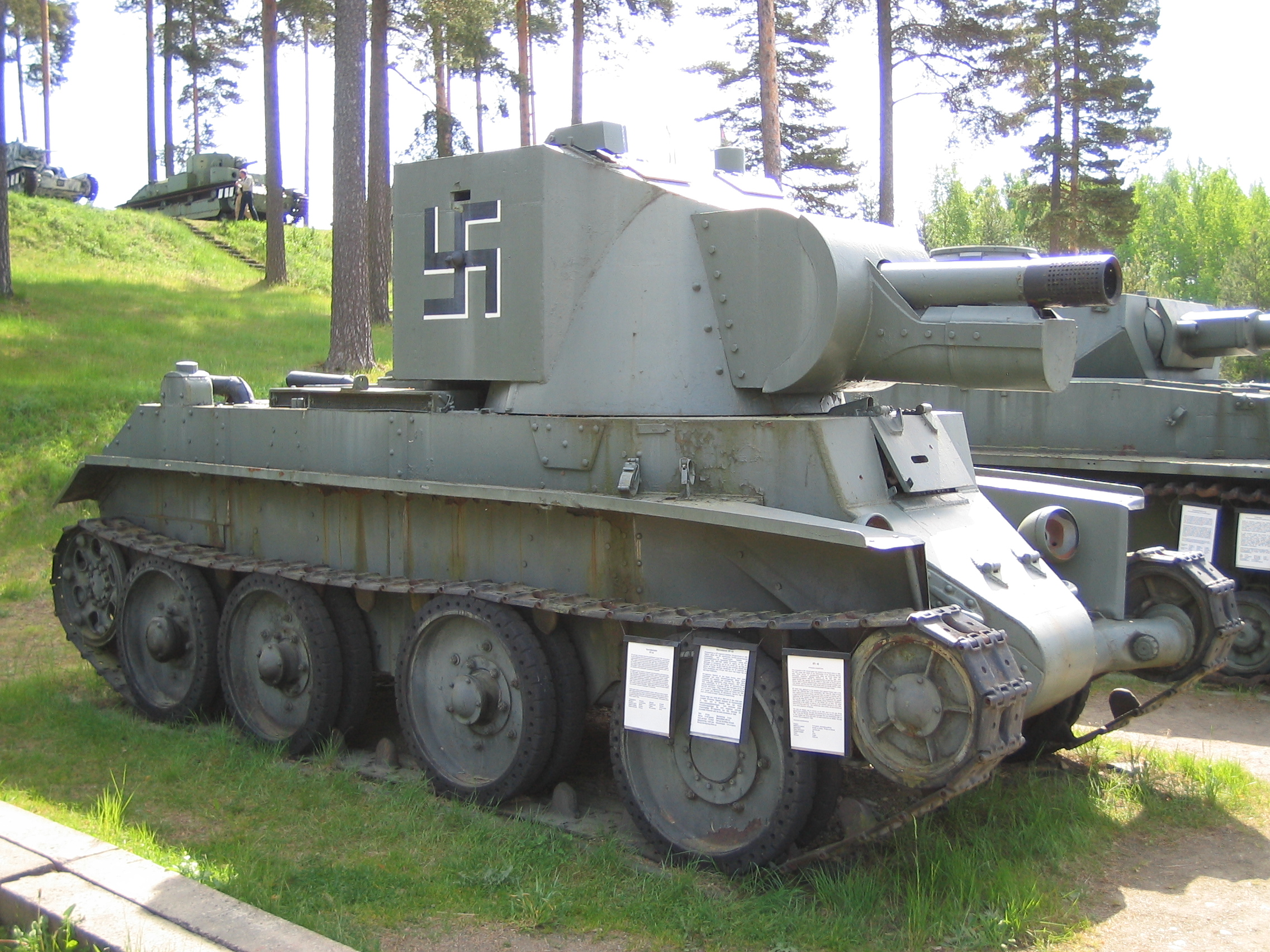
フィンランドで製造されたBT-42（クリスティ突撃砲）
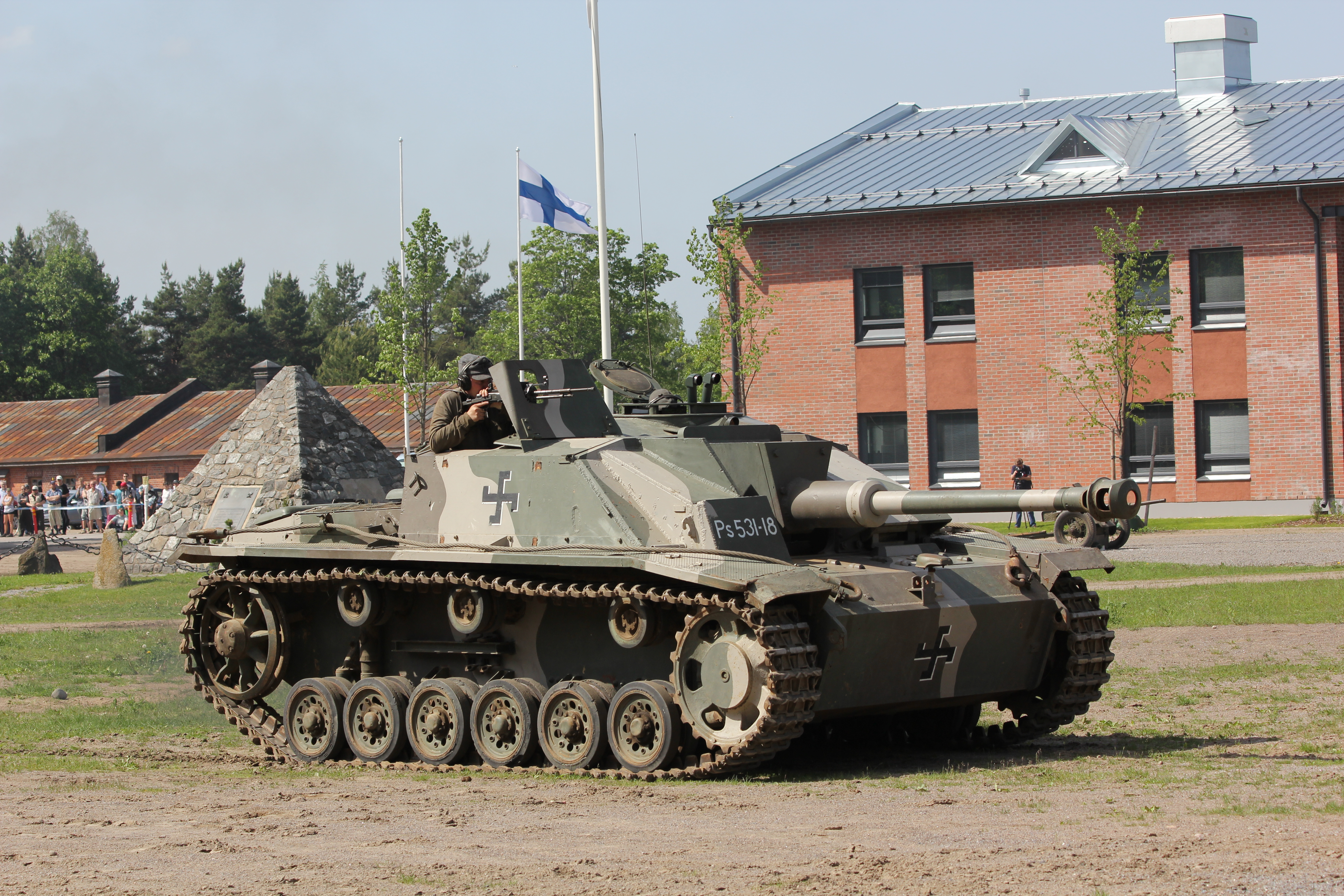
フィンランド軍の使用したIII号突撃砲G型 Ps 531-18号車 この車両は戦後にレストアされた動態保存車である。 （2014年7月の撮影）

ハンガリー

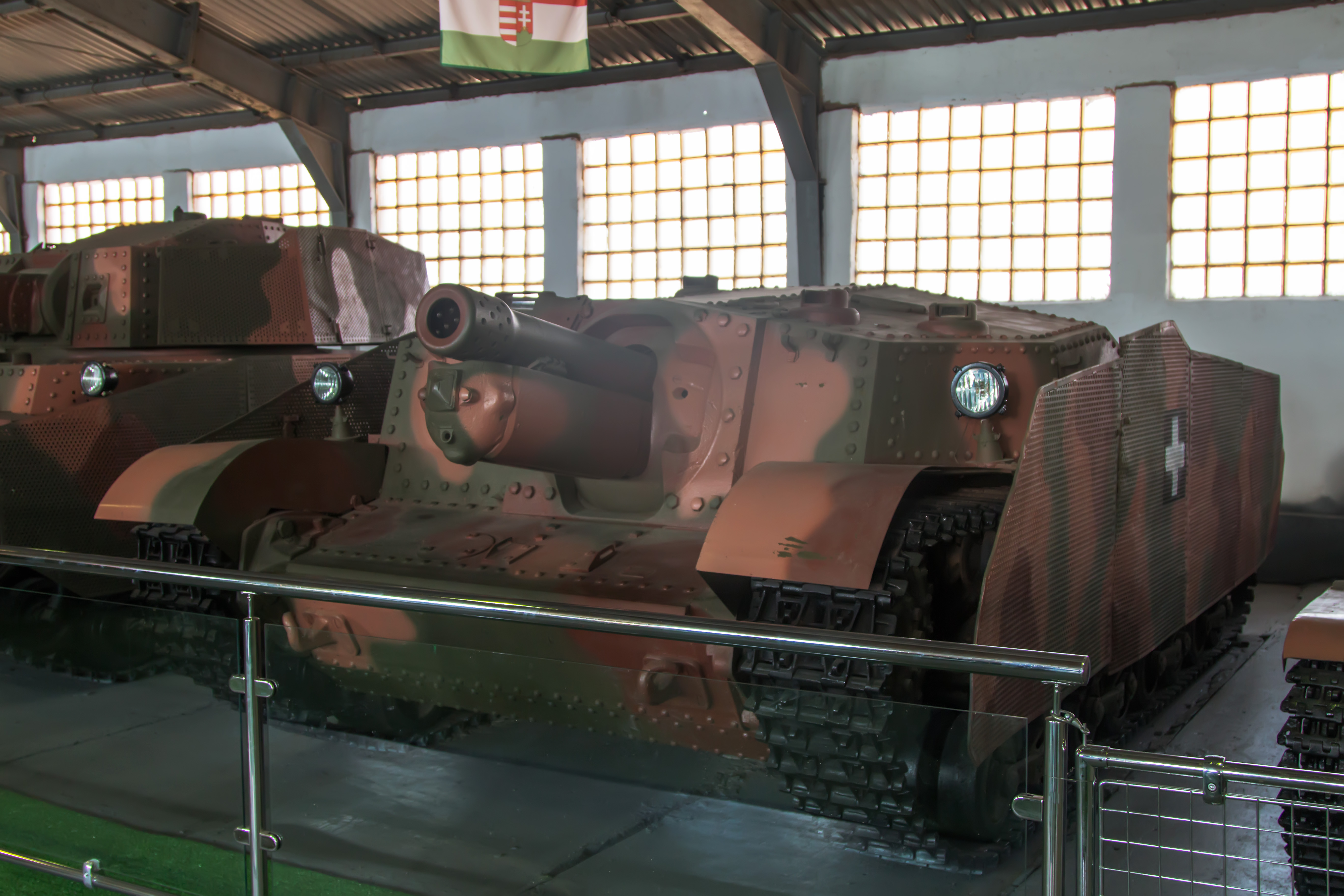
40/43M ズリーニィII (ズリーニィ105)

スウェーデン
- Sav m/43

## 第二次大戦後
第二次世界大戦後、突撃砲は歩兵支援の場からも、対戦車狙撃任務の場からも、急速に姿を消していった。理由は以下のようなものが挙げられている。
- 歩兵支援任務は歩兵戦闘車や、より発達した装甲兵員輸送車に引き継がれた[35]。
- 高価な主力戦闘車以外による低姿勢待ち伏せ型対戦車攻撃任務は、駆逐戦車や長砲身型突撃砲から、自走対戦車ミサイル発射機と携帯式対戦車兵器に引き継がれた[35]。

その移行期には、装甲偵察／兵員輸送車から発展した車体に90mmカノン砲を搭載したカノーネンヤークトパンツァー（ドイツ）、ドイツ占領下のチェコスロバキアで生産されていたヘッツァー駆逐戦車に独自の改設計を施して自国仕様としたものを戦後に発注したG-13（スイス）なども造られている。

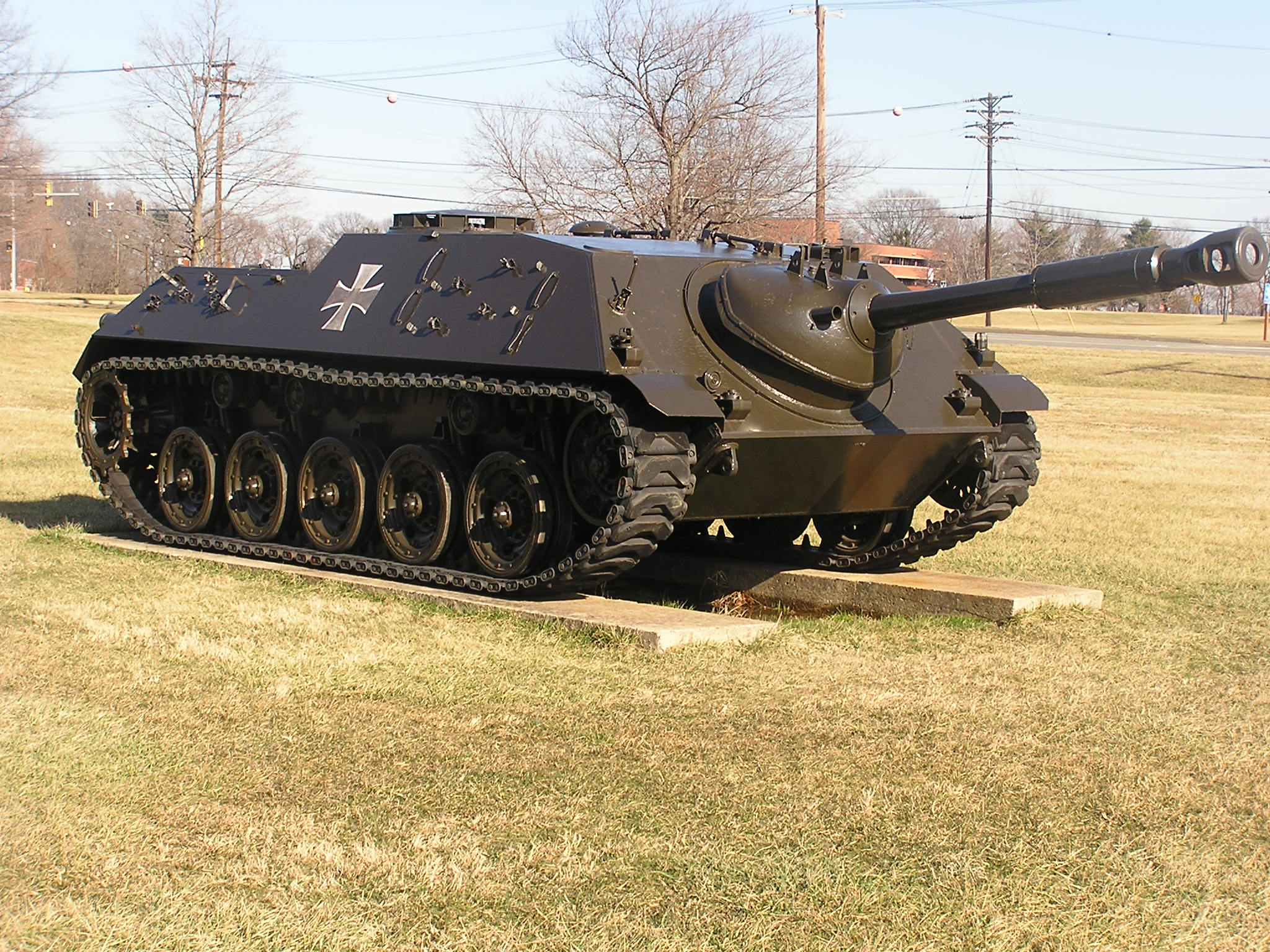
カノーネンヤークトパンツァー
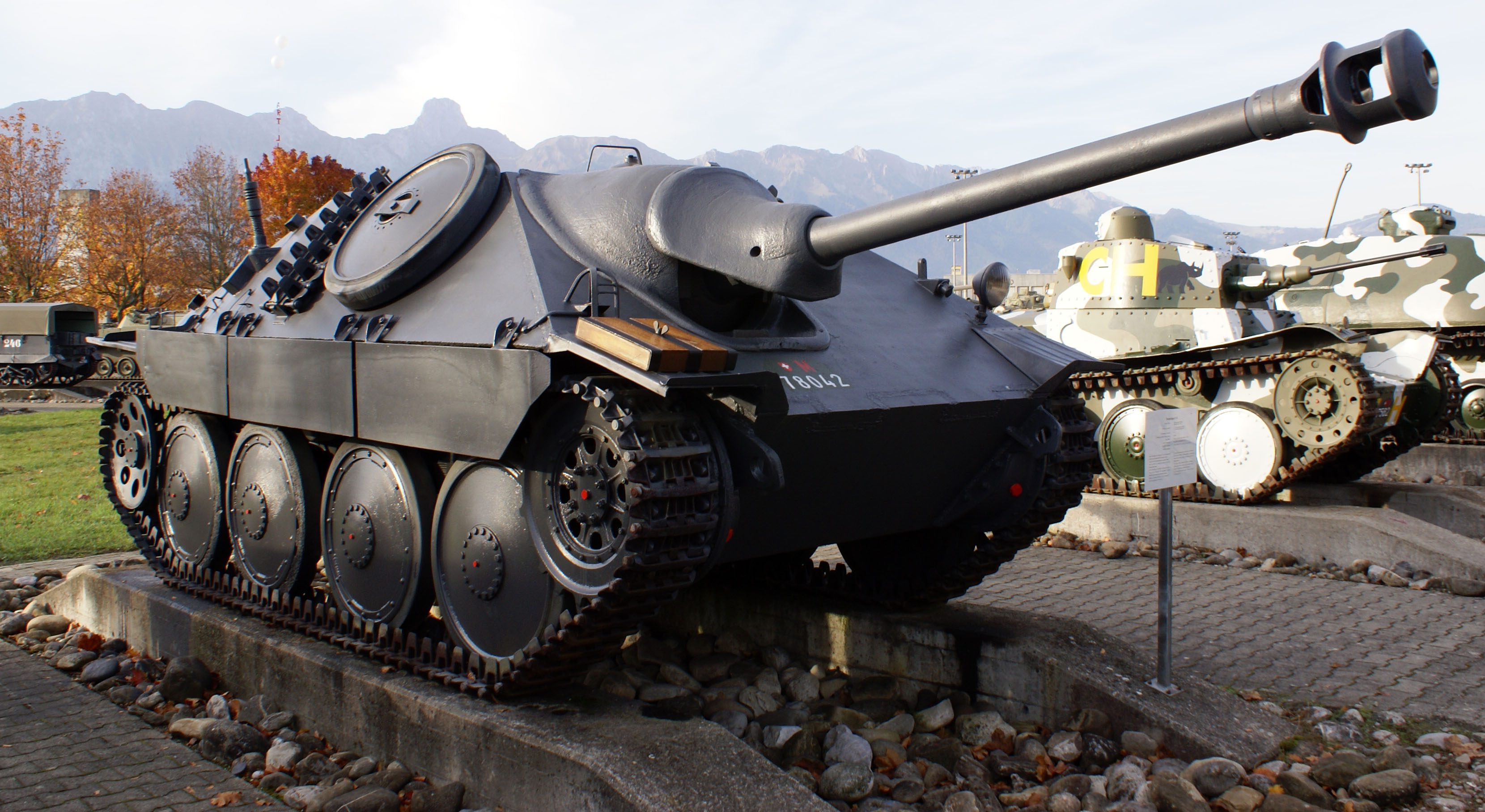
G-13

前節で述べた通り、突撃砲は本来はドイツ国防軍により歩兵支援用の重装甲自走砲として開発されたものだが、攻撃と防御の変化、戦闘車両の不足というドイツ軍の事情により兵器としての性格を変化させざるを得なかった。そのような事情がない場合、まずもって通常の回転砲塔を搭載した戦車が充分に生産・配備できれば必要性そのものが薄く、歩兵支援兵器としては、戦後は前述の歩兵戦闘車の誕生と、中戦車の主砲が大口径化し、装甲も重装甲化するに従ってわざわざ専用の車種を開発・製造する必要性が低下しており、「砲塔を廃止している分より大口径大威力の火砲を搭載できる」駆逐戦車としても、無誘導のロケット弾から誘導可能なミサイルが発展して誕生した後となっては、大口径の火砲を搭載する必要性は薄くなった。
ソ連のSU-100は第2次世界大戦後も生産が継続されており（後述）、戦後生産型が度重なる中東戦争で用いられた他、1991年から1999年まで続いたユーゴスラビア紛争（ユーゴ内戦）の初期においても、T-34-85と共に使用されている車両が記録され、21世紀に入っても2015年にはイエメン内戦で使用されているものが撮影されている。しかし、SU-100に関してはいずれも「旧式の車両が必要に応じて使われている」とするべきもので、「突撃砲は戦後も長らく一線装備として用いられている」とは位置づけ難い。戦後のドイツでも“駆逐戦車（ヤークトパンツァー）”の呼称が用いられる車種についてはカノーネンヤークトパンツァー以後も開発・生産が継続されたが、武装は対戦車砲から対戦車ミサイルへと変更される事になる。
ソ連軍においては、SU-100が戦後の1947年まで生産が継続され、ソ連の同盟国となったチェコスロバキアにおいては改良型のSU-100Mとして1950年代を通して生産されたが、ソ連軍では1967年に、他のワルシャワ条約機構加盟国においても1970年代初頭には現役から外されている。新規設計の車両としても、戦後第1世代の中戦車（主力戦車）である、T-54戦車の車体をベースに固定式戦闘室を設け、M-49(D-49)122mm戦車砲を搭載したSU-122-54(ロシア語: СУ-122-54)、ソ連の開発・量産配備した重戦車としては最後のものとなったT-10の車体に固定式戦闘室を設けてM-64 152mmカノン砲を搭載したオブイェークト268(obiekt268.Объект 268）が開発されているが、オブイェークト268は試作のみ、SU-122-54は少数生産・限定配備に終わり、後継車両はT-62の車体に対戦車ミサイルを搭載したIT-1となっている。また、SU-122-54同様に、T-62の車体に固定式戦闘室を設けて52口径130mmカノン砲を搭載した駆逐戦車型、IT-130(ИТ-130)が存在するとされていたが、この車両については開発に関する記録も生産・部隊配備された記録も発見されておらず、情報の誤認の可能性が高い。

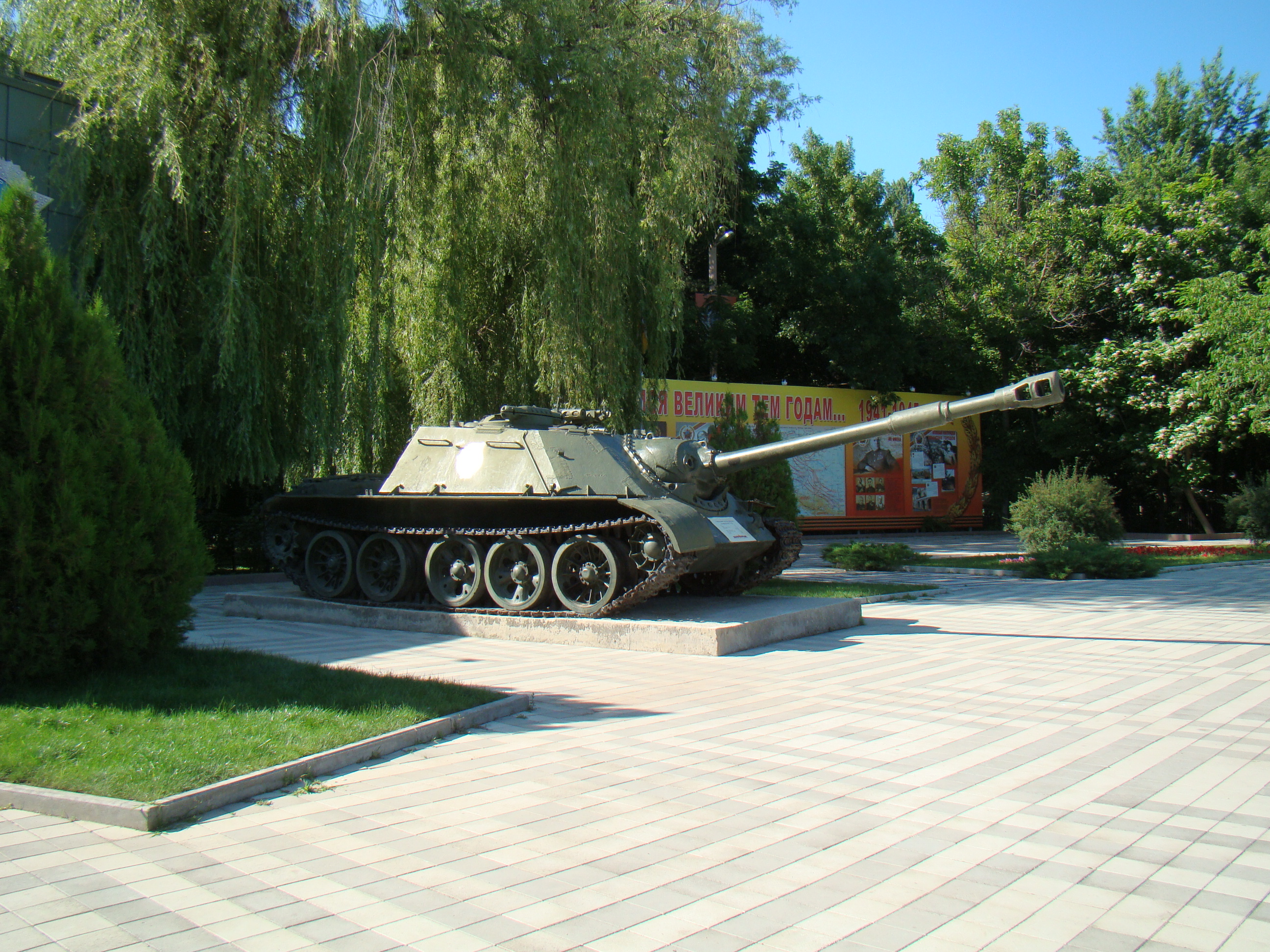
SU-122-54
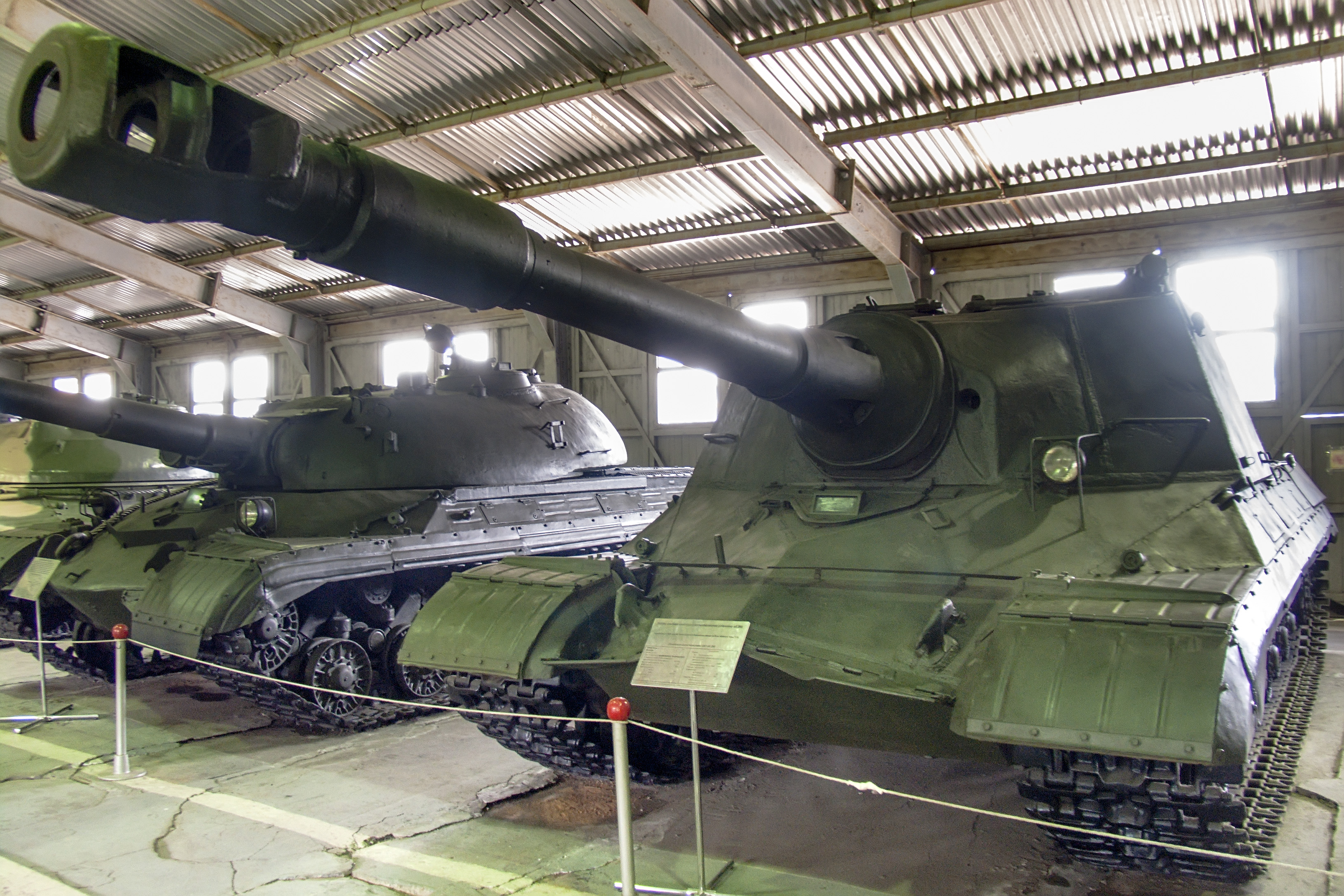
オブイェークト268

スウェーデン陸軍では、1960年代に"主力戦車"として、砲塔を持たないStrv.103を生産したが、これは同国の国是である「武装中立」に則った防衛戦における待ち伏せ戦闘に特化したためである。Strv.103には旋回砲塔はないが、砲塔の無い分を駆動システムや機動性、操縦システムで補い、独自の汎用戦闘方法を確立しているため、突撃砲のような、いわゆる自走砲の範疇とはまったく別物であり、あくまでも“戦車”であることに注意が必要である。そしてやはり、無砲塔形式ゆえの問題点もあり、後継となる戦車は普通の砲塔形式のものが採用された。
中華人民共和国の現用装備である02式突撃砲は、装輪式で回転式砲塔を有しており、対戦車自走砲もしくは装輪戦車に分類される装備であるが、中国人民解放軍陸軍においては砲兵科に配備され、「突撃砲」と呼称されている。
冷戦後、大規模な軍縮趨勢を経て、主力戦車の大重量化高コストを補完する装輪戦車や歩兵戦闘車が流行し、無限軌道の突撃砲あるいは駆逐戦車形態の車両の開発は下火となっていた。
しかし、かつての独ソのような総力戦的様相を呈しつつある2022年以後のウクライナ、ロシア両軍では、MT-LBにMT-12対戦車砲など既存兵器を組み合わせた急造戦闘車両が多数出現しており、多くは車台の積載力や工作能力の限界からオープントップ形態だが、中には突撃砲に近い形態のものも見られる
。